# Winterthur
Winterthur (französisch Winterthour, lateinisch Vitudurum, umgangssprachlich kurz Winti genannt) ist mit 119'315 Einwohnern (31. Dezember 2023) die sechstgrösste Stadt der Schweiz und die zweitgrösste des Kantons Zürich. Die Stadt ist als politische Gemeinde auch Hauptort des Bezirks Winterthur. Winterthur war früher eine bedeutende Industriestadt und ist heute als Dienstleistungs-, Bildungs-, Kultur- und Freizeitzentrum mit 16 Museen bekannt. Der Bahnhof Winterthur bewältigt als Knotenpunkt die vierthöchste Passagierfrequenz der Schweiz; 15 Kilometer südwestlich liegt der Flughafen Zürich.
Winterthur liegt in der Nordostschweiz an der Eulach und wird oft als Tor zur Ostschweiz bezeichnet. Winterthur und benachbarte Gemeinden bilden trotz der Nähe zu Zürich, das 20 Kilometer südlich liegt, eine eigene Agglomeration mit 149'376 Einwohnern (Stand 2022). Das spinnenförmig zwischen sieben bewaldeten Hügeln liegende Stadtgebiet wird im Süden von der Töss umflossen. Richtung Südosten erstreckt sich das als Erholungsgebiet beliebte obere Tösstal, während gegen Norden das teilweise noch stark landwirtschaftlich geprägte Zürcher Weinland anschliesst.
Winterthur erhielt 1264 das Stadtrecht durch die Habsburger, jedoch waren die Grafen von Kyburg die eigentlichen Stadtgründer. In der ehemaligen Industriestadt sind die Unternehmen Sulzer, SLM und Rieter oder ihre Nachfolgeorganisationen bis heute tätig, jedoch nicht mehr in ihrer einstigen Grösse. Die Stadt ist heute auf den Dienstleistungssektor ausgerichtet und Sitz der AXA.

## Geographie
Winterthur liegt in der Nordostschweiz nördlich von Zürich am Ausgang des (oberen) Tösstals und damit am Rande des Zürcher Oberlandes, das im Südosten liegt. Im Norden liegt das Weinland, das sich bis an den Rhein und nach Schaffhausen erstreckt.
Das Stadtgebiet wird von den Flüssen Eulach, Töss und dem Mattenbach durchflossen; die Eulach und der Mattenbach sind über weite Strecken kanalisiert. Weil in Winterthur, abgesehen von wenigen Teichen, kein See vorhanden ist, beträgt der Gewässeranteil auf Gemeindegebiet gerade mal 0,9 Prozent. Die grosse Eulachschotterebene, in der die Stadt liegt, ist von mehreren bewaldeten Hügeln umgeben, die die Kernstadt von fast allen Seiten einrahmen (Eschenberg, Brüelberg, Wolfensberg, Lindberg). Im südlich des Stadtzentrums gelegenen Stadtwald Eschenberg befinden sich, auf zwei Lichtungen, eine Sternwarte und der Wildpark Bruderhaus. Am südlichen Rand des Lindbergwaldes liegt der Goldenberg, an dessen Hang Weinbau betrieben wird.
Der höchste Punkt der Stadt ist der Hulmen in Richtung Schauenberg auf der Hörnlikette mit 687 Metern, der tiefste liegt an der Grenze zu Pfungen unterhalb der Kläranlage Hard mit 393 Metern. Die Stadt hat eine Waldfläche von 2766 Hektar, was 40,6 Prozent der Stadtfläche entspricht. Damit hat Winterthur im Vergleich zu anderen Schweizer Städten den höchsten Waldanteil. Aufgrund des grossen Gemeindegebiets ausserhalb des bebauten Gebiets beträgt der Anteil an Acker, Wiesen und Weiden 23,8 Prozent. Das tatsächlich bebaute Stadtgebiet beträgt lediglich 25,5 Prozent des Gemeindegebiets, die Verkehrsfläche 9,1 Prozent. 0,2 Prozent sind unproduktive Flächen (Stand 2018).

### Stadtkreise

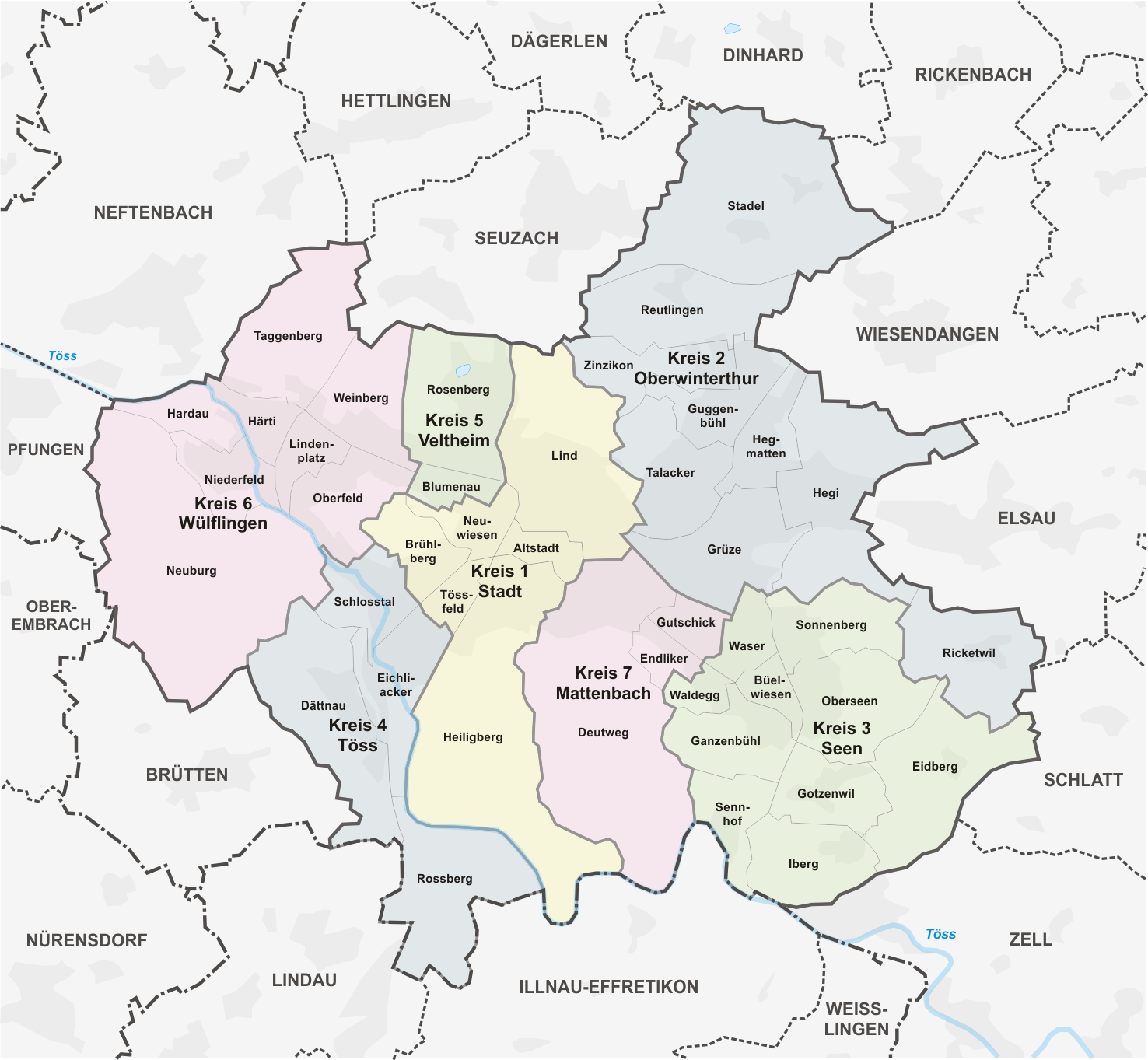
Karte der Stadtkreise und Quartiere

Winterthur besteht aus den sieben Stadtkreisen: Stadt (Kreis 1), Oberwinterthur (Kreis 2), Seen (Kreis 3), Töss (Kreis 4), Veltheim (Kreis 5), Wülflingen (Kreis 6) und Mattenbach (Kreis 7).
Der Kreis Stadt trennt die Gemeinde Winterthur von Nord nach Süd. Neben der Altstadt umfasst er den Heiligberg und die Hälfte des Eschenberg-Waldes im Süden und des Lindbergs im Norden sowie weitere Quartiere wie das Tössfeld oder Neuwiesen.
Die fünf Kreise Oberwinterthur im Nordosten, Seen im Südosten, Töss im Südwesten, Veltheim im Norden und Wülflingen im Nordwesten waren ehemals eigenständige Gemeinden, die alle am 1. Januar 1922 eingemeindet wurden. Diese Ortsteile haben bis heute ein ausgeprägtes Eigenleben. Der jüngste Stadtkreis Mattenbach hingegen wurde erst 1973 zum Stadtteil erklärt, als im Gebiet immer mehr neue Überbauungen entstanden. Er wurde zwischen den damaligen Kreisen Stadt und Seen geschaffen.

Panorama vom Goldenberg aus

### Nachbargemeinden
Winterthur grenzt an 14 Gemeinden in drei Bezirken (inklusive Bezirk Winterthur). Im Uhrzeigersinn: Im Norden hat Hettlingen oberhalb von Wülflingen einen kleinen gemeinsamen Grenzstreifen mit Winterthur, ihm folgt die Gemeinde Seuzach, die von Winterthur von Süden her etwa zur Hälfte umschlossen wird. Im Nordosten grenzen die Gemeinden Dinhard, Rickenbach, Wiesendangen und im Osten Elsau an den Stadtteil Oberwinterthur. Südöstlich an Seen grenzend liegen Schlatt und Zell. An der Südgrenze am Stadtwald Eschenberg berührt Winterthur die zum Bezirk Pfäffikon gehörende Gemeinde Illnau-Effretikon. Südwestlich grenzt es an Lindau (Bezirk Pfäffikon) und Brütten. Im Westen liegen Oberembrach (Bezirk Bülach) und Pfungen. Im Nordwesten grenzt der Stadtteil Wülflingen an die Gemeinde Neftenbach.
| Neftenbach          | Hettlingen Seuzach                          | Dinhard Rickenbach Wiesendangen |
| Pfungen Oberembrach | Kompassrose, die auf Nachbargemeinden zeigt | Elsau                           |
| Brütten Lindau      | Illnau-Effretikon                           | Schlatt Zell                    |

### Geologie
Winterthur liegt im Molassebecken des Mittellandes, das sich bis in eine Tiefe von etwa zwei bis drei Kilometern erstreckt. Die Molasseschicht ist heute grösstenteils durch Moränenmaterial verschüttet und nur noch an Hängen der Winterthur umgebenden Hügel einsehbar (etwa die Chöpfi über den Wülflinger Reben am Wolfensberg), wobei diese sichtbaren Schichten der Oberen Süsswassermolasse zugerechnet werden, die durch frühere alpine Seen und Gewässer entstanden ist. Oberhalb der Molasseschicht liegt in der Eulachschotterebene über der obersten Humusschicht eine Schotterschicht von 20 bis 30 Metern, danach folgt eine Lehmschicht («Pfungener Schicht») von unterschiedlicher Tiefe: Von der Altstadt bis Wülflingen umfasst diese etwa 60 Meter (beim Niederfeld mit einer Grube bis fast 100 Meter). Beim Schwimmbad Geiselweid ist diese Schicht nur noch zehn Meter tief und wird von einer Grundmoränenschicht, die im Gebiet um Wülflingen nicht nachweisbar ist, über- sowie auch unterlagert und verschwindet dann weiter Richtung Oberwinterthur und Seen gänzlich.

### Klima

Klimadiagramm der Messstation Zürich-Kloten

Winterthur liegt im Mittelland und im Bereich der gemässigten Klimazone. Prägend für das Klima von Winterthur sind einerseits die Winde aus westlichen Richtungen, die oft Niederschlag heranführen, andererseits die Bise (Ost- oder Nordostwind), welche meist mit Hochdrucklagen verbunden ist, aber in allen Jahreszeiten kühlere Witterungsphasen bringt als im Mittel zu erwarten wären. Der in den Alpentälern und am Alpenrand wichtige Föhn zeigt im Normalfall keine speziellen klimatischen Auswirkungen auf Winterthur.
Die durchschnittliche Niederschlagsmenge beträgt laut Messstation Winterthur-Seen von MeteoSchweiz 1039 mm im Jahr – dies sind im Vergleich mit anderen Standorten normale Werte. Die Niederschlagsmenge im Sommer ist aufgrund von konvektiven Niederschlägen höher als im Winter. Eine eigene Temperaturmessstation gibt es in Winterthur nicht, die nächste befindet sich in Kloten (33 m tiefer als die Winterthurer Altstadt). Diese weist eine Jahresmitteltemperatur von 9,75 °C in den letzten 12 Jahren aus. Tiefstpunkt ist im Februar mit 1,91 °C, und der wärmste Monat ist der Juli mit 19,1 °C. Allgemein lässt sich über das Jahrhundert hinweg im Kanton Zürich eine immer schneller werdende Klimaerwärmung feststellen.

## Stadtbild

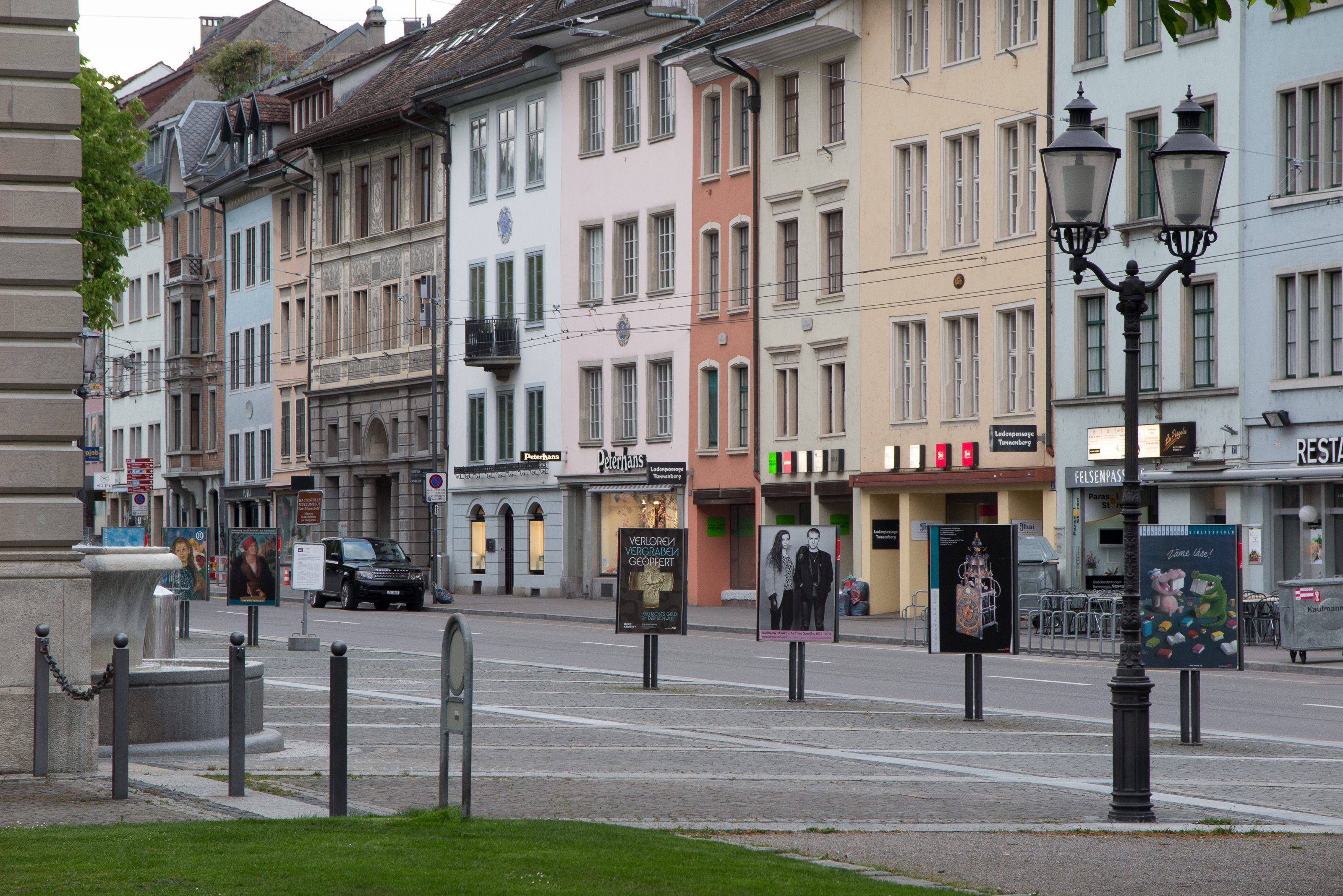
(Altstadt)Häuser an der Stadthausstrasse

Den Ruf einer «Gartenstadt» verdankt Winterthur primär seiner Stadtplanung aus der Zwischenkriegszeit, daneben aber auch einem relativ grossen Bestand an Familiengärten – in Winterthur Pünten genannt, anderswo eher als Schrebergärten bekannt. Die Stadt Winterthur besitzt 2497 Pünten auf 4446 Aren Land (Stand 2024); ihre Bewirtschafter sind in mehreren Püntenpächtervereinen organisiert.
1926 schuf der Stadtplaner Albert Bodmer einen Zonenplan, der nach dem Vorbild der englischen Gartenstadt aufgebaut war. Dadurch entstanden bei den vielen Neubauten kleine private Gärten, die Grünflächen in der Stadt bewahrten. Jedoch blieb Bodmer weniger als zehn Jahre im Amt, da die Stadt dem neuen Zeitgeist in der Stadtplanung folgen wollte. 1964 verschwand die Idee einer Gartenstadt dann völlig mit einem neuen, «modernen» Zonenplan. Eine Folge waren unter anderem grosse Überbauungen im Gebiet Mattenbach, das 1973 zum Stadtteil erklärt wurde. Erst nach der Rezession der 1970er-Jahre besann sich die Stadt auf die alten Werte zurück und revidierte den Zonenplan wieder. 1999 erhielt Winterthur den Wakker-Preis des Schweizerischen Heimatschutzes als Auszeichnung für die Erhaltung der traditionellen Wohnformen.
Die zwei höchsten Gebäude der Stadt sind das Sulzer-Hochhaus und der Rote Turm. Das Sulzer-Hochhaus war von 1966 bis 1978 mit damals 92,4 Metern Höhe das höchste Hochhaus der Schweiz. 2007 wurde es um zwei zusätzliche Stockwerke aufgestockt und hat nun eine Höhe von 99,7 Metern. (Zum Vergleich: Der Roche-Turm (Bau 2) in Basel, seit 2022 das höchste Hochhaus der Schweiz, ist 205 Meter hoch.) Zusammen mit den beiden Türmen der Stadtkirche, die immer wieder Sujet auf Ansichtskarten und Bildern der Stadt sind, prägen das Sulzer-Hochhaus und der Rote Turm das Winterthurer Stadtbild. Ein weiteres hohes Gebäude, das KSW-Hochhaus des Kantonsspitals Winterthur, wurde 2022 rückgebaut.

## Geschichte

### Frühzeit und Ortsname
Die archäologisch nachweisbare Geschichte Winterthurs geht bis in die Bronzezeit zurück, von der allerdings nur spärliche Funde zeugen. Auf frühmittelalterliche Spuren stiess man 1986 bei Rettungsgrabungen im westlichen Teil der Kernstadt, an der Spitalgasse 1: ein Grubenhaus, das schräg zur jüngeren Parzellierung ausgerichtet war. Ein kleiner Komplex Keramik erlaubte die Datierung ins 7. Jh. Verschiedene Fundmeldungen derselben Zeit des 6./7. Jh. betreffen 38 Bestattungen in der Altstadt. Besonders aussagekräftig ist ein Frauengrab an der Marktgasse 68 mit Perlenarmband, Eisen-Armring und Spinnwirtel, Grabbeigaben, wie sie für Romaninnen typisch waren. Ein Männer-Kammergrab an der Schmidgasse/Stadthausstrasse mit fränkischen Elementen wie Spatha, Sax und Pferdegeschirr zeugt von der hohen Stellung des Bestatteten. Der Name der späteren römischen Siedlung Vitudurum in Oberwinterthur gibt einen Hinweis auf eine keltische Ansiedlung, da der Name dem Keltischen entstammt: Er ist wahrscheinlich eine Zusammensetzung aus keltisch uito- «Weide» und keltisch durōn «Tor, Tür» und bedeutet damit vermutlich «Weidentor, Weidenhof, mit Weidenzweigen geflochtene Einfriedung», vielleicht aber auch «Marktflecken des Uito». Jedoch sind bis heute keine eindeutig keltischen Siedlungsspuren auf Stadtgebiet überliefert. Man vermutet, dass auf dem Kirchhügel in Oberwinterthur, mit wenigen Unterbrüchen, seit der Jungsteinzeit gesiedelt wurde – jedoch kann man dies trotz umfassenden Ausgrabungen in der Region nicht nachweisen. Nachgewiesen sind prähistorische Spuren in Wülflingen sowie Seen.

### Römische SiedlungVitudurum(Antike)

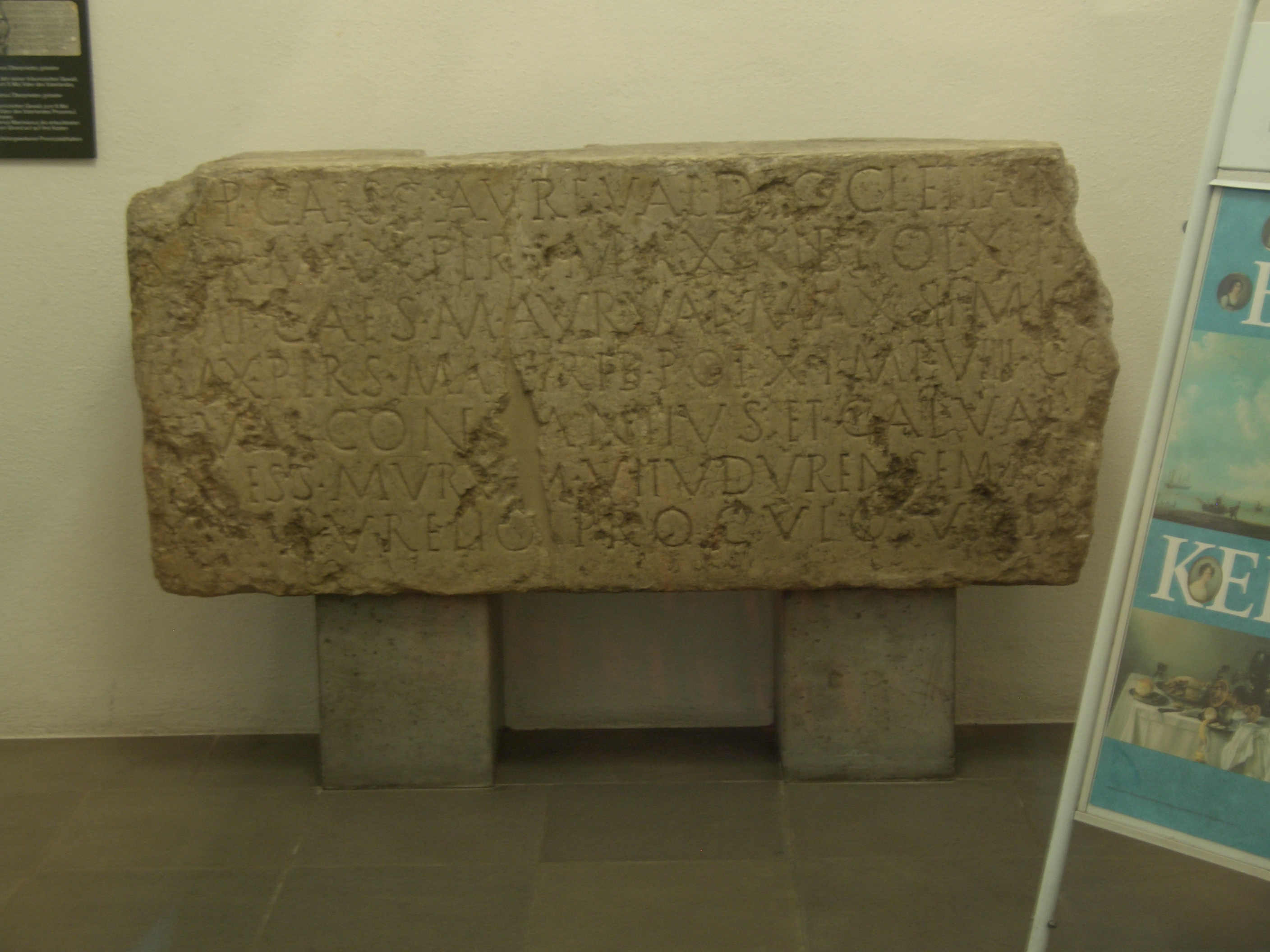
Inschriftentafel der römischen Befestigungsmauer, 294 n. Chr. (heute im Rathaus ausgestellt)

Bereits im frühen 1. Jahrhundert n. Chr. bestand im heutigen Oberwinterthur eine römische Siedlung (Vicus). 294 n. Chr. wurde ihr Kern laut einer Inschriftentafel mit einer mächtigen Mauer befestigt, zum Schutz vor Überfällen der Alemannen. Vitudurum befand sich an einer wichtigen Römerstrasse, die von Vindonissa zum Bodensee führte. Die römische Siedlung hat reiche archäologische Aufschlüsse und zahlreiche Funde geliefert und ist heute ein Schwerpunkt der archäologischen Forschung im Kanton Zürich; es werden auch immer wieder neue Fundstellen aufgedeckt. Man nimmt an, dass in Vitudurum verschiedene Werkstätten wie Schmieden, Töpfereien, Gerbereien existiert haben. In der Siedlung gab es auch einen Tempel, eine Therme und ein Wasserleitungssystem. Die archäologischen Funde lassen sich bis um 400 n. Chr. nachweisen; jüngere Fundstücke gibt es nicht mehr. In dieser Zeit zogen die Römer von der Rheingrenze ab und verliessen auch Vitudurum.
Die Inschriftentafel der Befestigungsmauer wurde später nach Konstanz gebracht, wo sie beim einfachen Volk wie ein Heiligtum verehrt wurde, da die Einwohner der Stadt im Mittelalter die Inschrift als Nachweis für die Gründung von Konstanz durch Kaiser Constantius I. betrachteten. 1968 wurde das Stück von Konstanz als Zeichen nachbarlicher Freundschaft der Stadt Winterthur übergeben; es ist seitdem in deren Rathaus ausgestellt (man kann die Tafel vom Rathausdurchgang her sehen).
Auf dem Gebiet der heutigen Altstadt muss zumindest ein römisches Landhaus gestanden haben; so fand man 1923 eine römische Heizanlage. Des Weiteren fand man weitere Streufunde an verschiedenen Stellen auf dem heutigen Stadtgebiet. Weiter wurde auf Gebiet der Altstadt auch ein Spitzgraben gefunden, der möglicherweise von einer römischen Wehranlage stammt.

### Gründung von Winterthur und die Kyburger (600–1264)
Das mittelalterliche Winterthur (das zuerst noch Niederwinterthur hiess), die heutige Altstadt, wurde etwa vier Kilometer westlich des alten Vitudurum angelegt. Erste Siedlungen gab es an der Stelle schon im 6. oder 7. Jahrhundert; der älteste Vorgängerbau der heutigen Stadtkirche St. Laurentius geht auf einen einfachen hölzernen Saalbau des 7./8. Jahrhunderts zurück. Dass sich die Siedlung Winterthur gut entwickelte, hatte mehrere Gründe. Sie lag einerseits am wichtigen Handels- und Verkehrsweg der Region. Zudem verband/verbindet sie zwei Marktgebiete: das Tösstal und das Flachland.
Der erste schriftliche Beleg der Stadt geht auf eine Urkunde von 919 zurück. Dort taucht erstmals ein Ortsname auf: Niederwinterthur. Laut Inhalt dieses Dokumentes gehört die besagte Ortschaft zur Kirche Oberwinterthur und muss dieser den Zehnten abliefern. Zwischen den Siedlungen in Niederwinterthur und dem heutigen Stadtteil Oberwinterthur dürfte es einen richtigen Konkurrenzkampf gegeben haben. Aus dem Jahr 1180 stammt eine zweite Urkunde, in der in der heutigen Kernstadt eine städtische Siedlung urkundlich unter dem Namen Niderunwinterture belegt ist. Es wurde unter dem Bischof von Konstanz ein Kaufvertrag abgeschlossen, der die Kapelle Winterthur von der Kirche Oberwinterthur loslöst. Laut der Urkunde gehörte Grund und Boden von Niederwinterthur nun den Grafen von Kyburg, deren Löwen Winterthur heute im Wappen führt. Zudem gewährten die Kyburger Winterthur das Marktrecht. Wann Niederwinterthur den Namen Winterthur genau übernahm, ist unklar. Man darf annehmen, dass sich der Name spätestens kurz nach der zweiten Urkunde um 1180 in Winterthur geändert hat, vielleicht auf Einfluss der Kyburger hin.
Im Jahr 919 fand vor Winterthur die Schlacht bei Winterthur statt, bei der das Herzogtum Schwaben seine Ansprüche gegenüber dem Hochburgund für den Thurgau und Zürichgau sichern konnte. Zu dieser Zeit waren die Herren über Winterthur noch aus der Stammlinie der Udalrichinger, deren Vertreter im 10. und 11. Jahrhundert auch als Grafen von Winterthur bekannt waren. Die Stadt kam schliesslich im 11. Jahrhundert als ein Mitgift aus der Vermählung von Hartmann I. von Dillingen und Adelheid, wahrscheinlich Tochter des letzten Herren der Stadt, Adalbert II. von Winterthur, in den Besitz von Hartmann I., der sich nun fortan nach seinem neuen Hauptsitz «von Kyburg» nannte.
Für die Grafen von Kyburg wurde Winterthur dann wie zu ihrer Hauptstadt. Die Grafen lagerten ihre Steuer- und Zehnteneinnahmen in Winterthur. Die Stadt wurde befestigt mit Wall, Graben und Wachtürmen, der Aufbau der Stadt wurde gezielt und systematisch gefördert, was man heute am Aufbau der Altstadt erkennen kann. Die Kyburger gelten deshalb bis heute als die Stadtgründer, obwohl Winterthur das Stadtrecht erst von den Habsburgern zugesprochen bekam, die das Erbe der Grafen von Kyburg antraten, nachdem die männliche Linie der Kyburger 1264 ausgestorben war.

### Im Spannungsfeld zwischen Habsburg und Eidgenossenschaft (1264–1467)

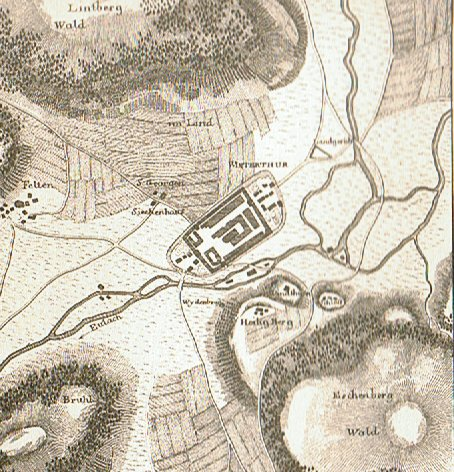
Winterthur um 1292 auf einer Karte von 1814

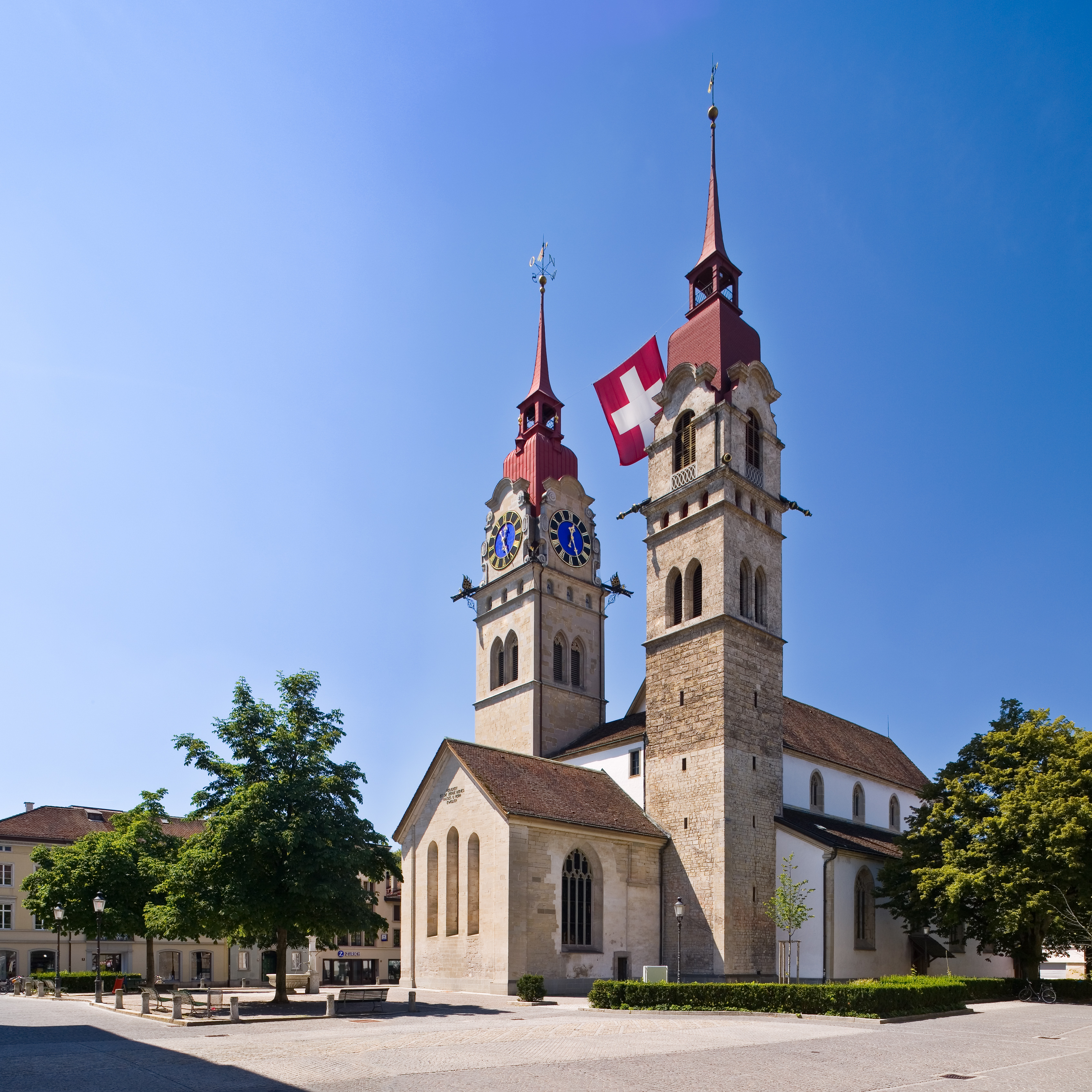
Die gotische Stadtkirche

Die Stadt entwickelte sich seit dem frühen 13. Jahrhundert stark. Die Befestigungsanlagen wurden bis zum Unter- und Obertor ausgedehnt. Das Geschlecht der Kyburger starb schliesslich 1264 aus; die Stadt ging somit in den Besitz der Nachfolger und Erben über, der Habsburger. Infolgedessen erhielt Winterthur am 22. Juni 1264 durch Rudolf I. von Habsburg das Stadtrecht. In der Urkunde wurde der Stadt unter anderem ein alleiniges Marktrecht im Umkreis von zwei Stunden (das sind etwa 8 km) und ein eigenes Gericht zuerkannt.
Im April 1292 besiegten die Habsburger in der Schlacht bei St. Georgen vor den Toren der Stadt die Zürcher, die die Stadt Winterthur gerne in ihrem Gebiet gesehen hätten. Dieser Sieg über die Oppositionsbewegung gegen die Habsburger, die sich nach dem Tod von Rudolf von Habsburg formierte, sicherte die Vorherrschaft der Habsburger über die Ostschweiz und damit verbunden auch den Frieden in Winterthur.
Durch die Zugehörigkeit zu Habsburg entwickelten sich im Gegensatz zum verfeindeten Zürich keine Zünfte, die Einfluss auf die Politik und Entwicklung der Stadt genommen hätten. Zwar gab es bis Anfang des 15. Jahrhunderts mehrere Versuche, eine solche Bewegung zu errichten, wie mehrere Urkunden aus dieser Zeit berichten. Es ist durch einen Schiedsspruch von 1342 sogar anzunehmen, dass der Adel eine Zeit lang aus der Stadt gejagt wurde; jedoch wird in mehreren Urkunden von habsburgischer Seite den Bürgern beschieden, dass solche Geheimgesellschaften unerwünscht waren, und die Macht der Stadtherren wird dabei unterstrichen.
Ab 1380 tauchte mit der alten Eidgenossenschaft eine neue Bedrohung für die Stadt auf. Winterthur war zu ihrer Verteidigung in der Folge auch an mehreren Scharmützeln auf habsburgischer Seite beteiligt und kam dabei auch selbst in eine militärisch ungünstige Lage. 1415/17 kam die Stadt dank der Einmischung des deutschen Kaisers Sigismund, der in Opposition zum Hause Habsburg stand, zur Reichsfreiheit. 1434 erwarb die reichsfreie Stadt das Dorf Hettlingen, das ihr bis 1798 gehören sollte. Jedoch gelang es der Stadt nicht, diese Reichsfreiheit im Alten Zürichkrieg zu halten: Winterthur fiel 1442 wieder Habsburg-Österreich zu, was der Stadt indessen immer noch lieber war, als der Eidgenossenschaft anzugehören. Auf diese Zeit fällt auch die Bestätigung eines im Vergleich zum alten Stadtrecht erweiterten Friedkreises, womit sich der neue Machthaber wohl auch die Gunst der Stadtbevölkerung sichern wollte. Die von der neuen Herrschaft versprochene Hilfe und Besserung trat jedoch nicht ein; vielmehr wurde die Stadt mehrmals verpfändet. 1460 kam es im Zusammenhang mit der Eroberung des Thurgaus durch die Eidgenossen erneut zu einer zweimonatigen Belagerung, der die Stadt unter dem Kommando von Thüring III. von Hallwyl wiederum standhielt. Dies konnte aber nicht verhindern, dass das nunmehr vollständig von der Eidgenossenschaft umschlossene Winterthur zunehmend unter eidgenössischen Druck geriet und infolge der notorischen Geldnot der Habsburger 1467 endgültig an die Stadt Zürich verpfändet wurde. Winterthurs Stadtmauern fassten zu dieser Zeit rund 2200 Einwohner.

### Winterthur unter Zürcher Herrschaft (1467–1798)
Unter Herrschaft der Stadt Zürich erhielt Winterthur den Status einer Munizipalstadt – sie hatte damit mehr Rechte als der Rest der Zürcher Gebiete – im Pfandvertrag musste Zürich den Winterthurer Bürgern bisher zustehende Rechte anerkennen. So unterlag die Stadt zusammen mit ihrem Untertanengebiet Hettlingen der Selbstverwaltung und konnte auch die Steuerhoheit bewahren. Verschiedene Persönlichkeiten von Zürich hatten in Winterthur gewisse Repräsentationsfunktionen für Zürich. Im Jahre 1512 erhielt die Stadt von Papst Julius II. eigens ein wertvolles «Juliusbanner» für die 1508–1510 im Grossen Pavierzug geleisteten Dienste zur Vertreibung der Franzosen. Ab 1540 hatte ein Amtmann in Winterthur seinen Sitz, der zwar hauptsächlich für Zehnte und Gerichte in Neftenbach und Elgg zuständig war, jedoch trotzdem das Leben sowie die wirtschaftlichen Tätigkeiten von Winterthur überwachen konnte. Zusätzlich hatte der Landvogt von Kyburg die Gerichtsbarkeit über Besitzungen der Bürger ausserhalb der Stadt. Zürich erhielt mit der Pfändung jedoch auch das Recht, Winterthur nach aussen zu vertreten und behielt die Reispflicht für sich ein. Diese Reispflicht führte auch dazu, dass Winterthur auf Geheiss der Obrigkeit Truppenkontingente für Kriegshändel stellen musste. Die Verpfändung und damit der Verlust vieler Freiheiten behagte vielen Winterthurern nicht; etliche einflussreiche und wohlhabende Familien verliessen die Stadt.
Die Stadt selbst versuchte sich in der Folge mehrmals aus der Verpfändung auszulösen, um ein selbstständiger Ort der Eidgenossenschaft werden zu können, was wohl einem späteren eigenen Kanton gleichgekommen wäre. Die Herren aus Zürich traten diesen Versuchen mit Entschiedenheit entgegen und behinderten die Stadt in ihrer territorialen Entwicklung. So erwarb Winterthur 1544 selbstständig einen Brief von Karl V., der der Stadt ihre bisherigen Privilegien bestätigte und ihr – unannehmbar für die Zürcher Herrschaft – ein paar neue Privilegien zuerkannte. Als man in Zürich durch einen Zufall davon Wind bekam, sah man sich um das Recht der Aussenrepräsentation der Stadt beschnitten und überprüfte nochmals alle Privilegien der Stadt und liess solche neueren Datums vernichten. Auch die Versuche von habsburgischer Seite, der Stadt die Selbstauslösung zuzuerkennen – denn laut Pfändungsvertrag hatte nur das habsburgische Haus selbst das Recht darauf – scheiterten allesamt.

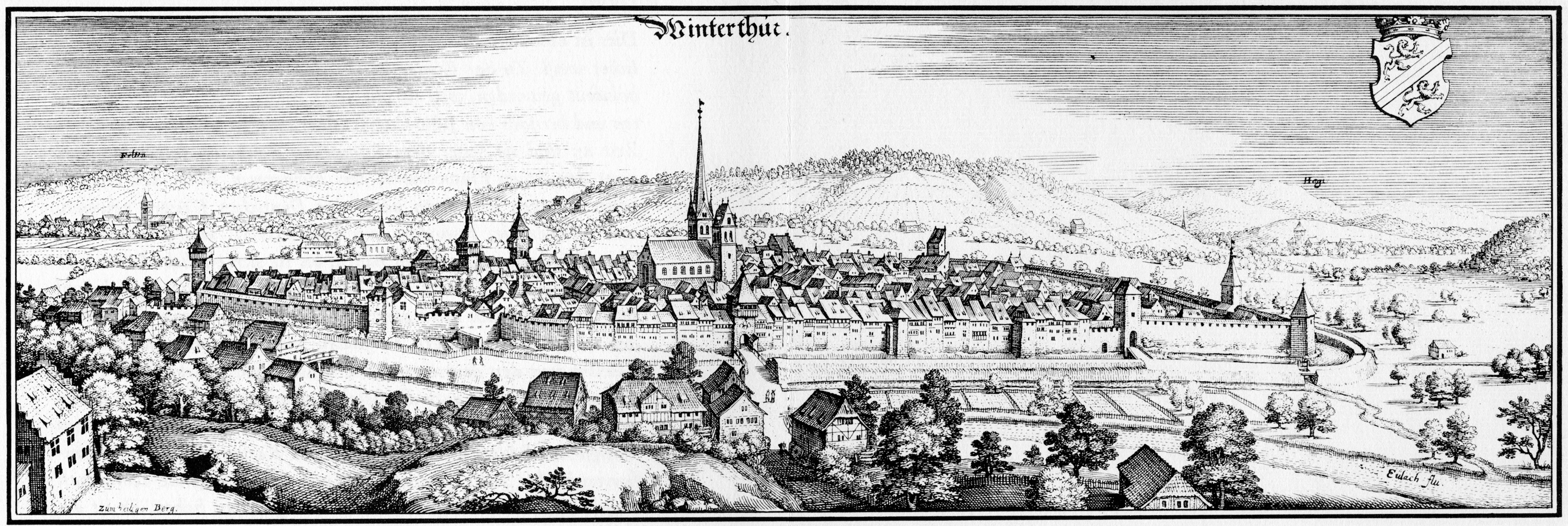
Ansicht von Winterthur auf einem Stich von Matthäus Merian, 1642

Ab der Reformationszeit schliesslich zeigte sich Winterthur weitgehend einverstanden mit der Zürcher Politik, wie auch diverse Ämteranfragen zeigten. Auf jeden Fall gab es keine bedeutendere Opposition zum Zentrum der Reformation aus dieser Zeit – auch wenn Winterthur mit dem Ende der Reformation eine weitere Zürcher Repräsentationsperson vorgesetzt bekam: Der Stadtpfarrer wurde von nun an von Zürich her bestimmt und hatte durch das Ehegericht und die Abnahme des Treueeids Einfluss auf die Stadt. Da es ansonsten kein Kloster oder ähnliche religiöse Institutionen gab, die einen Einfluss auf das städtische Leben hatten, wird man den Einfluss der Reformation vor allem durch das vermehrte Stellen von Söldnern für Zürich bemerkt haben.
Auf einen Zeugen des kleinstädtischen Alltags aus dieser Zeit stiess man 1996 bei Bauarbeiten in der Steinberggasse, den die Archäologie als Mauerwerk eines Gewölbes identifizierte, das einen Sodbrunnen überdeckte: einen mit einer 70 cm starken Wand aus Bollensteinen ausgekleideten, ursprünglich 17 m tiefen Schacht. Alle 5 m war ein 70 cm hoher Ring aus Tuffstein eingebaut, ebenso am obersten Rand des Brunnens, der nach der Aufhebung mit einem Gewölbe aus Sandstein verschlossen worden war. Seine Bauzeit lag nach der archäologischen Datierung zwischen 1470 und 1509, die Benützungszeit des Sodbrunnens bis 1764. Er war als Ergänzung zur Fliesswasserversorgung über Teuchelleitungen in Dürrezeiten und für den Belagerungsfall in Kriegszeiten gedacht, wie die beiden Sodbrunnen in der Neustadtgasse. Zur Zeit seines Betriebs überdeckte ein Brunnenhaus die Wasserstelle. Das historische Bauwerk ist heute von oben mit einer Betonplatte gesichert, beleuchtet und über einen Sichtschacht einsehbar.
Winterthur erlebte in dieser Zeit einen wirtschaftlichen Aufschwung, wurde jedoch von Zürich aus in seiner wirtschaftlichen und territorialen Entwicklung immer wieder schikaniert. Auch konnte die Stadt selbst Ländereien und Gerichtsbarkeiten ausserhalb der Stadtgrenzen erwerben, aber immer nur mit der Erlaubnis aus Zürich. So geschah es, dass man 1587 das Schloss Hegi und die damit verbundenen Ländereien erwerben wollte, dies aber am Einspruch Zürichs scheiterte. Elf Jahre später konnte man jedoch die Mörsburg erfolgreich erwerben, nachdem Zürich kein Interesse für das Schloss und die Höfe angemeldet hatte. 1634 und 1719 scheiterte man bei der Erwerbung von Wülflingen zweimal bei einem wichtigen stadtnahen Gebiet am Einspruch Zürichs, das wohl Winterthur nicht zu mächtig werden lassen wollte. Auffällig an beiden Einsprüchen ist, dass Verhandlungen für einen Verkauf an Zürich durch den Besitzer vorher scheiterten und die Stadt erst bei Bekanntwerden des Winterthurer Interesses Massnahmen ergriff.
Auf wirtschaftlicher Seite wurde zum Beispiel das Marktrecht eingeschränkt und der Handel und die Verarbeitung von Gütern wie Seide oder Wolle verboten. Besonders beim Eingriff Zürichs in die Textilwirtschaft um 1720 sah Winterthur seine Wirtschaftsfreiheit verletzt, während Zürich seine Macht demonstrierte, indem es den Winterthurer Schultheissen Steiner aus einem Hinterhalt in Töss verhaften liess und Winterthur – nachdem dieses Rechtsgutachten von zwei Universitäten in der Bevölkerung verteilt hatte – sogar mit einem Militärschlag drohte. Ein anderes Beispiel sieht man bei den Ärzten: Da die Stadt Zürich die medizinische Ausbildung nicht auch an sich reissen konnte, wurden die Examina der Stadtärzte im restlichen Zürich einfach nicht anerkannt. Bei anderen Gütern, in deren Herstellung Winterthur stark war, wurde der Verkauf an Stadtzürcher mit Bussen belegt, so etwa bei den berühmten Winterthurer Kachelöfen. Auch die kulturelle Entwicklung ihrer Munizipalstadt kontrollierten die Zürcher: Die Gründung einer Buchhandlung wurde erst 1772 erlaubt und der Zürcher Zensur unterworfen, jene einer Druckerei blieb bis zum Ende der alten Zürcher Herrschaft untersagt.
In der Zeit von 1349 bis 1635 sind auch insgesamt elf Pestepidemien in der Stadt überliefert. Die schlimmste war wohl die von 1611, die 1135 Einwohnern oder knapp der Hälfte der Bevölkerung das Leben kostete. Bei den anderen Epidemien dürften die Zahlen der Verstorbenen um die 500 betragen haben, bei den letzten bekannten Epidemien ist von 112 und 200 Opfern die Rede.
1401 führte ein Gerücht über einen angeblichen jüdischen Ritualmord an einem vierjährigen Knaben aus Diessenhofen zu falschen Beschuldigungen an der jüdischen Bevölkerung. In der Folge wurden in Winterthur 19 und in Schaffhausen 25 Juden auf dem Scheiterhaufen verbrannt. Bereits im Herbst 1349 wurden Juden in Winterthur verbrannt. Sie wurden beschuldigt, für die Ausbreitung der Pest verantwortlich zu sein.

### Ende der Herrschaft durch die Franzosen (1798–1799)
Mit dem Ende der Alten Eidgenossenschaft und dem Einzug napoleonischer Truppen am 5. Mai 1798 ging die zürcherische Herrschaft zu Ende. Einige feierten die Ankunft der Franzosen als Befreiung und stellten in der Altstadt Freiheitsbäume auf, andere blieben der Revolution gegenüber skeptisch eingestellt. Die Franzosen machten die Stadt zum Truppenlager und verlangten von Winterthurs Bevölkerung (3000 Bewohner) beispielsweise die Lieferung von 12'000 Paar Militärschuhen. Nachdem 5000 eiligst in Strassburg bestellte Schuhe wegen mangelhafter Qualität zurückgewiesen wurden, konnte Schlimmeres nur mit schmerzhaften Ersatzzahlungen und Geschenken an bestimmte Einzelpersonen abgewendet werden. Während des Zweiten Koalitionskrieges wurde Winterthur kurzfristig von Österreichern und Russen besetzt. Im Gefecht bei Winterthur am 27. Mai 1799 besiegten österreichische Truppen ein französisches Heer; das Gefecht war ein Vorspiel zur Ersten Schlacht von Zürich. Nach einer Niederlage am 25. September 1799 räumten die russischen Truppen als letztes fremdes Heer ihr Lager im Tössfeld.

### Winterthur als Industriestadt (19. Jahrhundert)

Blick auf Winterthur vom Gallispitz im Jahr 1877

Um die Jahrhundertwende wurden in und um Winterthur mehrere Firmen gegründet, die die Stadt die nächsten 150 Jahre wesentlich prägen sollten: 1778 entstand mit dem Laboratorium die erste chemische Fabrik der Schweiz unter Johann Sebastian von Clais, 1795 wurde auf dem Gebiet des ehemaligen Klosters Töss das Handelsunternehmen und spätere Maschinenfabrik J. J. Rieter & Cie. gegründet und 1802 nahm in Wülflingen mit der Spinnerei Hard die erste mechanische Spinnerei und Fabrik der Schweiz ihren Betrieb auf. 1834 eröffnete Johann Jacob Sulzer die Eisengiesserei, welche den Grundstein des späteren Grossunternehmens Sulzer AG bilden sollte.
In dieser Zeit des Wandels wurden die militärisch überholten Befestigungsanlagen der Stadt mehr und mehr als Hindernis für die wirtschaftliche Entwicklung empfunden. 1800 wurden die Schanzen geschleift, und am 19. Mai 1835 beschloss die Gemeindeversammlung die vier nach Nord-Süd ausgerichteten Tortürme (Steigtor beim Neumarkt, Holdertor beim Holderplatz, Nägelitor beim Graben und das Schmidtor bei der Schmidgasse) abzubrechen sowie die letzten Stadtgräben aufzufüllen – wovon der letzte 1939 verschwand. Nun konnte in grossem Stil ausserhalb der Stadtmauern gebaut werden, und die Stadt erlebte dadurch einen markanten Wachstumsschub. 1865 wurden dann auch noch die vier an der West-Ost-Achse auf der Marktgasse gelegenen Tore (Untertor, Zeitbogen auf Höhe Neumarkt, Oberer Bogen beim Oberen Graben und das Obertor) dem Durchgangsverkehr geopfert. Der damalige Stadtbaumeister Karl Wilhelm Bareiss legte 1871 wegen des Abbruchs dieser repräsentativen spätgotischen Torbogen enttäuscht das Amt nieder.

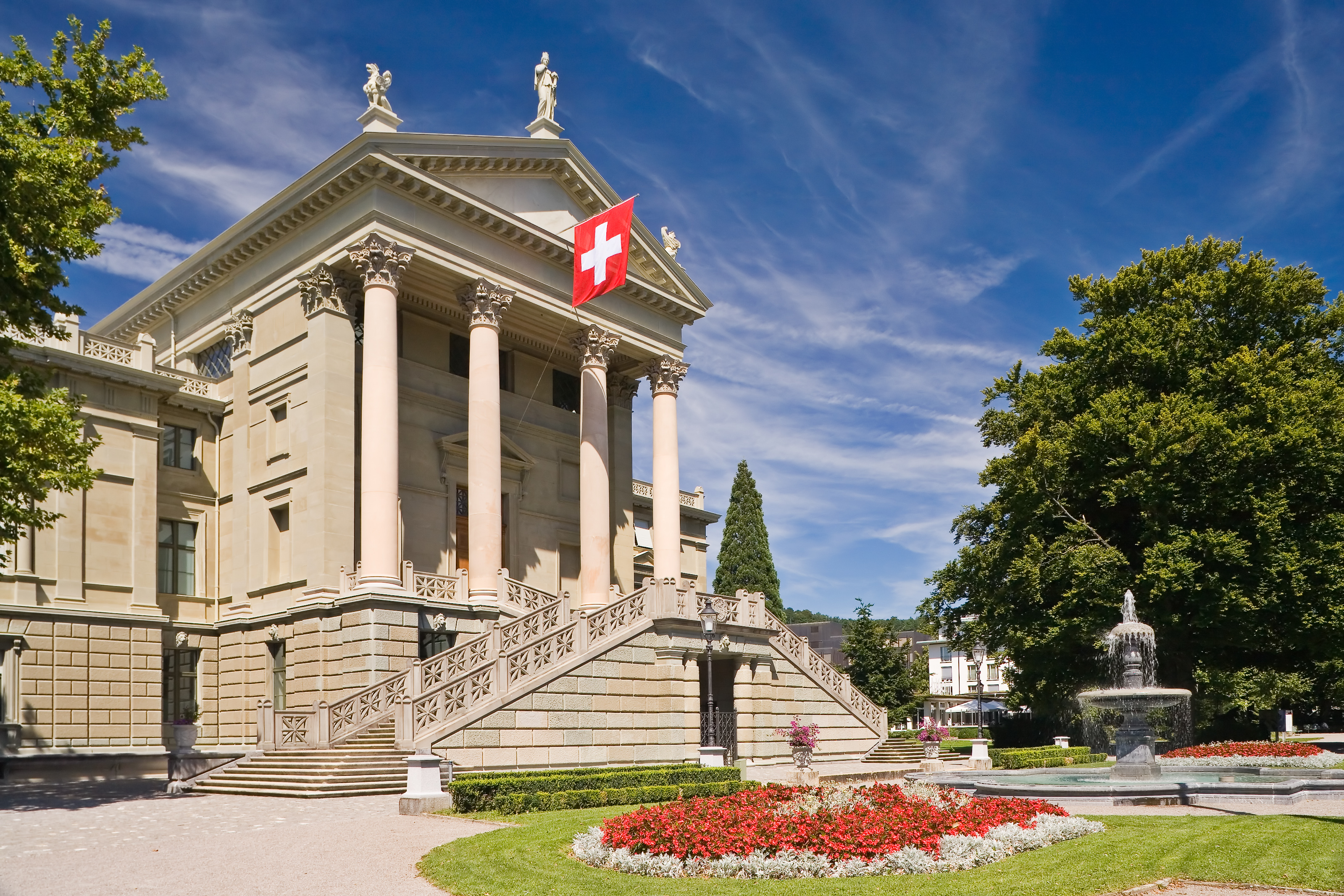
Das Stadthaus; erbaut von Gottfried Semper

Die Stadt an der Eulach wurde immer bedeutender und entwickelte sich zu einer international bekannten und bedeutenden Wirtschaftsmacht. Innerhalb kurzer Zeit stieg die Einwohnerzahl der Stadt von 3'000 auf 20'000 an. Auch die Quartiere profitierten von dem Wirtschaftsaufschwung und wuchsen stetig. Die Stadt versuchte erneut, sich von Zürich abzugrenzen, und so entstanden zu dieser Zeit mächtige private und öffentliche Repräsentationsbauten, so zum Beispiel das Stadthaus, das vom berühmten Architekten Gottfried Semper erbaut wurde.

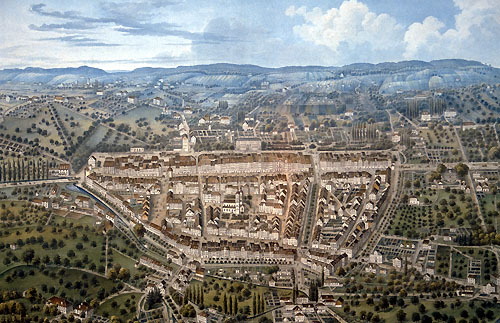
«Winterthur aus der Vogelschau», Lukas Weber, etwa 1850

Winterthur spielte ab 1869 eine massgebliche Rolle in der kantonalen Politik und führte namentlich die Opposition gegen den Wirtschaftsliberalismus Zürichs an. Zürich war der Hort der freisinnigen Politik, während Winterthur mit dem langjährigen Stadtpräsidenten Johann Jakob Sulzer die Hochburg der Demokraten war. Zur besten Zeit 1869 bestand der Winterthurer Stadtrat aus sieben Demokraten, und sie stellten beide Ständeräte des Kantons Zürich. Damit war Winterthur mitunter massgeblich an der Schaffung einer neuen demokratischen Bundes- und Kantonsverfassung beteiligt, womit 1878 politisch das «Eschersche»-System des Zürcher Freisinns besiegt wurde (die sogenannte École de Winterthour). Winterthur blieb bis 1971, bis zur Fusion mit ihren Rivalen, den Freisinnigen, die Hochburg der Demokraten; sie waren nach der SP immer die zweitstärkste Partei in der Stadt.
Ein besonders augenfälliges Beispiel für das Winterthurer Emanzipations- und Konkurrenzstreben gegenüber Zürich stellen die Bestrebungen dar, ein eigenes Eisenbahnnetz aufzubauen, das Zürich ins Abseits stellen sollte. Die Winterthurer Demokraten erreichten, dass die Schweizerische Nationalbahn (SNB) mit Kantonsgeldern und in Konkurrenz zur «freisinnigen» Nordostbahn den Bau einer Strecke vom Bodensee bis zum Genfersee in Angriff nehmen konnte. Die Nordostbahn hatte ihrerseits bereits 1855 mit der Strecke Oerlikon–Winterthur–Romanshorn eine erste Bahnlinie nach Winterthur eröffnet. Mit der Nationalbahn wollte man eine von der öffentlichen Hand getragene Volksbahn schaffen, die vom mächtigen Eisenbahnmonopolisten Alfred Escher und der Finanzaristokratie des Zürcher Freisinns unabhängig war. Diese verstanden es allerdings, den planerischen Spielraum der SNB durch gezielten Erwerb von Konzessionen für weitere Bahnprojekte einzugrenzen und so etwa die geplante Stichbahn zum Anschluss von Zürich zu vereiteln. 1878 wurde die SNB zwangsliquidiert. Die Anlagen gingen an die Nordostbahn über, und die Passiven wurden den beteiligten Städten Winterthur, Baden, Lenzburg und Zofingen belastet. Für Winterthur sollte sich die Tilgung der Schuldenlast bis in die Mitte des 20. Jahrhunderts erstrecken.
Die Stadt hat im 19. Jahrhundert ihr Aussehen komplett geändert: Überall waren Fabriken entstanden, das Dorf Töss war mit der Stadt durch die Fabrikareale der Sulzer und der 1871 gegründeten Schweizerischen Lokomotiv- und Maschinenfabrik verbunden, ebenso war schon das Gebiet zwischen Veltheim und der Stadt verbaut.

### Wachstum im 20. Jahrhundert

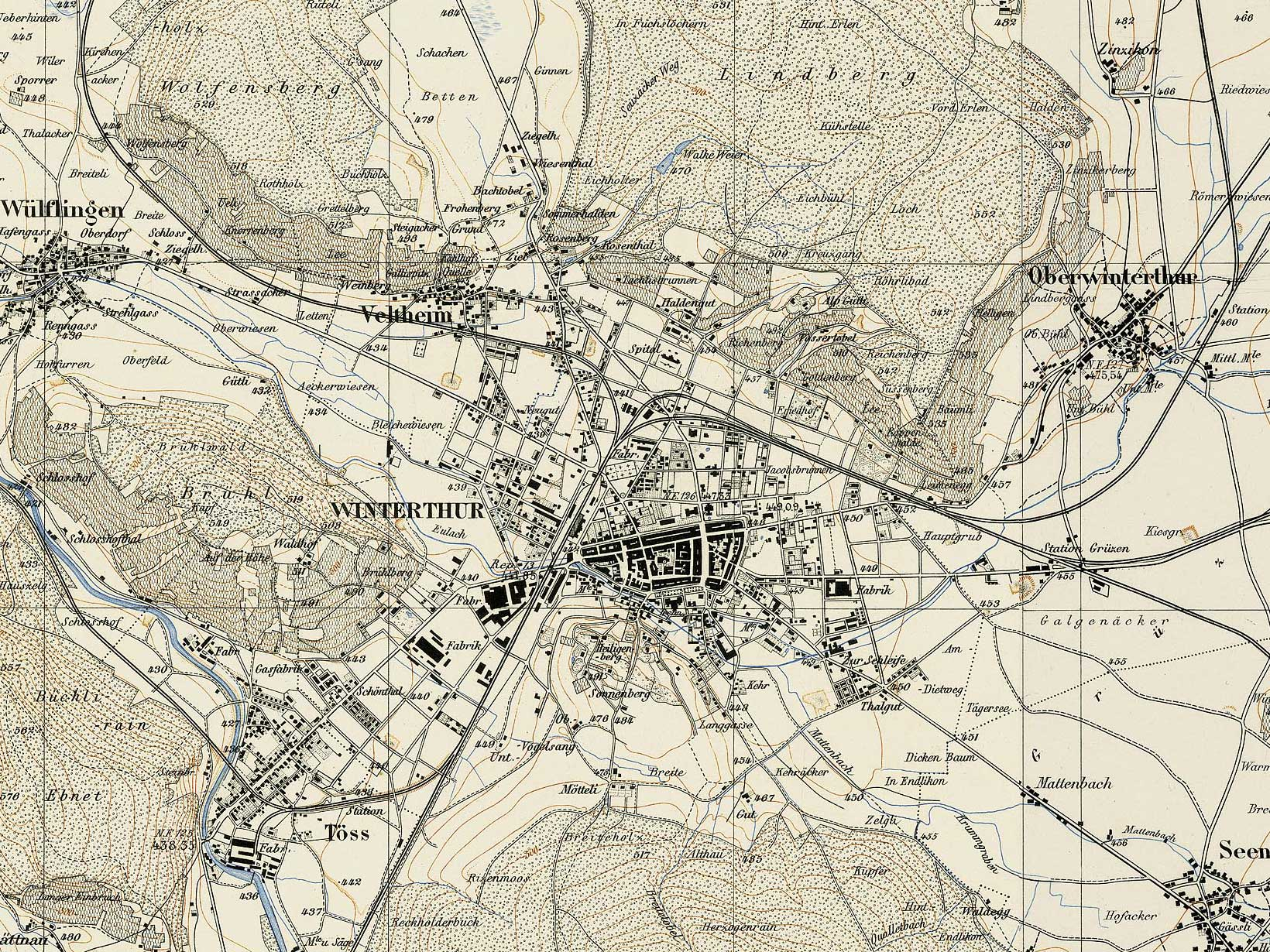
Winterthur und Umgebung im Siegfriedatlas (1881)

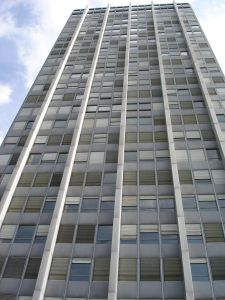
Sulzer-Hochhaus

Luftbild (1958)

Die Maschinenindustrie stellte 60 Prozent der Arbeitsplätze, Winterthur war eine «Stadt der Arbeit». So gab es in der Stadt immer weniger Platz und die umliegenden Gemeinden gehörten schon praktisch zu Winterthur. Es entstanden Strassenbahnlinien in die umliegenden Gemeinden. Die erste Linie führte 1898 nach Töss. Auch bezogen drei Gemeinden (Veltheim, Töss und Wülflingen) bereits finanzielle Hilfe, da die ehemaligen kleinen Bauerndörfer mit der schnellen Industrialisierung nicht mithalten konnten und zu wenig Geld für die nötige Infrastruktur hatten. Die Sozialdemokraten wiesen schon früh auf diese Sache hin und kämpften für eine Eingemeindung der fünf Vororte, um ein «Grosswinterthur» zu schaffen. Auch in gewissen Bereichen der Politik wurde schon zusammengearbeitet und koordiniert. Veltheim wollte bereits seit 1889 die Eingemeindung, jedoch ging weder die Stadt noch der Kanton darauf ein. Immerhin hatten die Veltheimer mit dieser Initiative die provisorische finanzielle Unterstützung durch die Stadt erreicht. Erst 1916 wurde die ganze Sache konkret: Die fünf Vororte Winterthurs starteten eine Eingemeindungsinitiative, der 1919 in allen Orten zugestimmt wurde. Per 1. Januar 1922 wurden Töss, Wülflingen, Veltheim, Seen und Oberwinterthur eingemeindet und die Bevölkerungszahl Winterthurs wuchs auf über 50'000 Einwohner an.
Die Wirtschaftskrise der 1930er-Jahre traf die Stadt besonders hart, da der grösste Teil der Arbeitsplätze von der Metall- und Maschinenindustrie gestellt wurde mit Firmen wie Sulzer, SLM oder Rieter. In fünf Jahren verlor ein Drittel der Bevölkerung ihre Arbeit. Die Stadt wendete als Folge davon viele Millionen für Notstandsbeschäftigungen der Arbeiter auf. Immerhin blieben grössere politische Grabenkämpfe zwischen den Lagern aus. Das lag daran, dass die eigentlich «bürgerlichen» Demokraten in Winterthur eine sozialliberale Stellung vertraten und so weniger in Konflikt mit der SP kamen, die damals schon eine ganze Zeit lang die tonangebende Partei in der Stadt war. Auch hatten die Freisinnigen im Gegensatz zum übrigen Kanton Zürich, wo sie mit ihrer streng wirtschaftsliberalen Politik Konflikte verursachten, kaum etwas zu sagen. Dies ermöglichte eine politisch gute Bewältigung der Krise sowie auch anderer politischer Schwierigkeiten über die Jahre hinweg, so zum Beispiel der Generalstreik 1918, der in der Stadt dank der einheitlichen sozialen Politik deutlich weniger heftig ausfiel als in anderen Schweizer Städten. Politisch ist Winterthur somit im 20. Jahrhundert bis heute eine rote Stadt, in der die SP die Nase vorne hat (auch wenn es nie wie in Zürich eine absolute Mehrheit gab).
Die Stadt erholte sich während des Zweiten Weltkriegs gut von der Wirtschaftskrise, so dass es nach dem Krieg ein Mangel an Arbeitnehmern gab. Winterthur erfuhr eine zweite Blütezeit: Bis 1972 wuchs die Bevölkerung auf 95'000 an, konnte jedoch die 100'000er-Marke nicht knacken. Die Bevölkerungszahl hat sich damit innerhalb von 40 Jahren fast verdoppelt. Sie fiel aber infolge der Rezession wieder auf 86'000 zurück und fing erst anschliessend wieder zu wachsen an. Winterthur wurde während dieser Zeit zu einer Dienstleistungs- und Handelsstadt, während der sekundäre Sektor immer weniger Prozent der Angestellten beschäftigte. In diese Zeit fällt auch der Bau des Sulzer-Hochhauses 1966, dem damals grössten Hochhaus der Schweiz und Wahrzeichen von Winterthur. Es sollte fast 40 Jahre lang ungeschlagen das höchste Hochhaus bleiben und ist heute noch, auch wenn inzwischen um ein paar Meter geschlagen, eines der grössten Hochhäuser der Schweiz. Mit dem Roten Turm erhielt Winterthur 1999 ein zweites Hochhaus in der gleichen Grössenkategorie.

### Gegenwart
Die Stadt hat weiterhin eine kontinuierliche Einwohnerentwicklung und überschritt am 3. Juli 2008 die 100'000-Einwohner-Grenze. Quartiere mit reger Bautätigkeit sind vor allem Oberseen, Dättnau und Hegi. Letzteres erhielt 2006 einen eigenen Bahnhof.

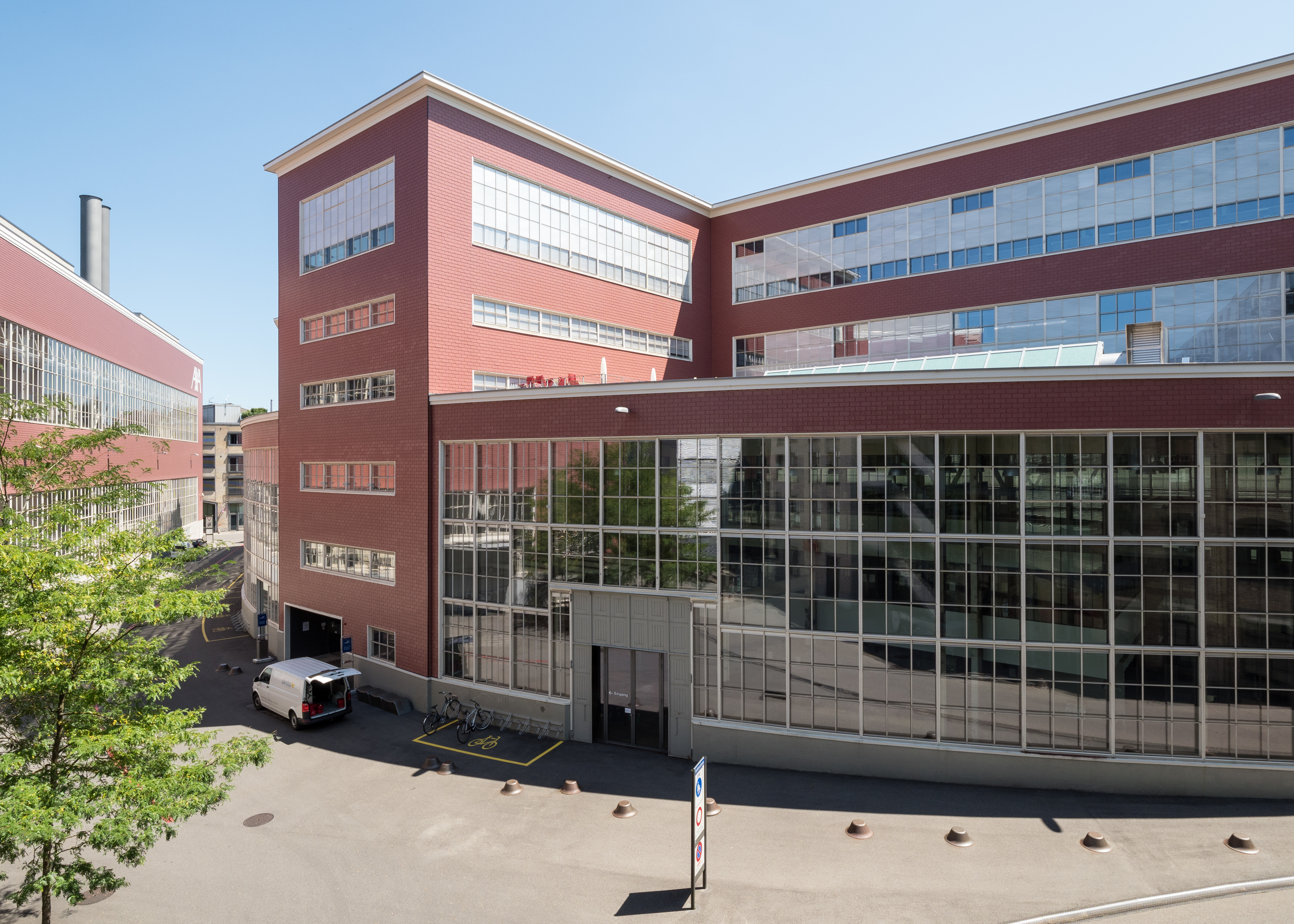
Sulzer-Areal: Cityhalle und "Superblock"

Weitergehende Veränderungen gibt es im Sulzer-Areal.
Dieses ehemalige Industrieareal und Zeichen einer ehemals mächtigen Industriestadt wurde seit Mitte der 1990er-Jahre umgebaut und umgenutzt. Es entstanden neue Wohnungen wie moderne Lofts, Freizeiteinrichtungen wie die Trendsportanlage Block mit der Kartbahn Tempo-Drom und dem Kulturlokal Kraftfeld, Einkaufsmöglichkeiten, Schul- und Geschäftsräumlichkeiten. Ab 2008 wurde das ehemalige Kesselhaus zwischen Pionierpark und Hauptbahnhof in ein Einkaufs- und Ausgehzentrum mit Kinos umgebaut und in einer Halle im Süden des Areals das Einkaufszentrum «Lokwerk» errichtet.
Auf dem Archareal beim Hauptbahnhof wurde nach längerem Hin und Her und dem Rückzug mehrerer Projekte (unter anderem jenem eines Sheraton Hotels) die Überbauung Archhöfe vorangetrieben, die Wohnungen, Einkaufsmöglichkeiten und Büroflächen kombiniert. Die Fertigstellung erfolgte 2013.
Zuvor wollte der Stadtrat auf diesem Areal für die Stadtverwaltung, welche ihre Amtsstellen auf etwa 50 Gebäude verteilt hatte, ein neues Stadthaus bauen, um sie zu zentralisieren. Er bekam dafür aber durch den Grossen Gemeinderat eine Abfuhr mit der Begründung, man könne an dieser zentralen Lage etwas erstellen, was viel Publikum anzieht. Die Stadtverwaltung wurde stattdessen nun nach gewonnener Volksabstimmung auf dem Sulzer-Areal Stadtmitte im Superblock zusammengeführt.

## Wappen
Blasonierung:
In Silber ein roter Schrägbalken, begleitet von zwei schreitenden roten Löwen
Bereits 1252, noch vor dem Aussterben der Grafen von Kyburg, siegelte die Stadt Winterthur mit einem Wappen, das von demjenigen der Kyburger abgeleitet war, unter Weglassung des oberen Löwen. Um 1276 verwendet der Schultheiss Wezel von Winterthur dann das Wappen der Kyburger, also inklusive des oberen Löwen. Daraus lässt sich schliessen, dass Rudolf von Habsburg, der zu dieser Zeit deutscher König war und 1275 das Erbe der ausgestorbenen Kyburger angetreten hatte, der Stadt erlaubte, das Kyburger Wappen als Stadtwappen zu führen. Das Winterthurer Wappen ist somit das mit Abstand älteste Gemeindewappen im Kanton Zürich. Das zweitälteste ist jenes von Grüningen, das 1370 erstmals nachgewiesen ist.
In Winterthur gilt das Schild von 1493 in der Sakristei der Stadtkirche als frühester Nachweis einer farbigen Darstellung des Kyburger Wappens als Stadtwappen.
Die Zürcher Kantonskarte von Jos Murer von 1566 zeigt das Winterthurer Wappen als spiegelbildlich zu demjenigen von Kyburg, also mit zwei nach rechts (heraldisch links) schreitenden Löwen; dagegen zeigt der Murerplan von 1576 umgekehrt die Kyburger Löwen als nach rechts (heraldisch links) und die Winterthurer Löwen als nach links (heraldisch rechts) schreitend.
Die Farbgebung mit roten Löwen auf weissem Grund findet sich auf der Ämterscheibe von Hans Jakob Nüscheler d. Ä. von 1616.
Der in Winterthur 1819 gestorbene und wohl seit seiner Heirat von 1775 dort tätige Zinngiesser Hans Heinrich Forrer benutzte das Stadtwappen, vermehrt um ein «W» für die Stadt und seine Initialen, als seine Marke, ebenso wie vor ihm andere Zinngiesser seit dem 17. Jahrhundert.

## Bevölkerung
| Jahr              | Einwohner |
| ----------------- | --------- |
| 1850              | 13'651    |
| 1900              | 40'961    |
| 1930              | 53'925    |
| 1950              | 66'925    |
| 1960              | 80'352    |
| 1970              | 92'722    |
| 1980              | 87'885    |
| 1990              | 88'187    |
| 2000              | 91'172    |
| 2010              | 103'259   |
| 31. Dezember 2020 | 116'404   |
| 31. Dezember 2021 | 117'289   |
| 31. Dezember 2022 | 120'222   |
| 31. Dezember 2023 | 121'652   |

Am 3. Juli 2008 registrierte die Stadt Winterthur den 100'000. Einwohner und wurde damit zur Grossstadt.
Am 28. Februar 2025 wohnten 122'574 Personen in Winterthur (melderechtliche Einwohnerzahl).
Winterthur ist das Zentrum einer Agglomeration, zu welcher die Nachbargemeinden Dinhard, Elsau, Neftenbach, Rickenbach, Schlatt, Seuzach und Wiesendangen gehören.
| Herkunftsstaat | 1990  | 2000  | 2010  | 2019  | 2020  | 2021  | 2022  |
| -------------- | ----- | ----- | ----- | ----- | ----- | ----- | ----- |
| Schweiz        | 79,37 | 76,34 | 76,76 | 75,38 | 75,16 | 74,99 | 73,90 |
| Deutschland    | 1,64  | 1,94  | 4,30  | 4,39  | 4,40  | 4,30  | 4,22  |
| Italien        | 8,18  | 6,16  | 4,45  | 4,20  | 4,21  | 4,22  | 4,16  |
| Nordmazedonien | 0,23  | 1,41  | 1,88  | 1,78  | 1,79  | 1,77  | 1,73  |
| Türkei         | 2,92  | 2,60  | 1,83  | 1,56  | 1,60  | 1,59  | 1,63  |
| Kosovo         | 0,05  | 0,11  | 0,94  | 1,37  | 1,32  | 1,30  | 1,29  |
| Serbien        | 1,56  | 2,47  | 1,94  | 1,41  | 1,06  | 1,04  | 0,98  |
| Portugal       | 0,32  | 0,58  | 0,84  | 0,88  | 0,87  | 0,84  | 0,84  |
| Österreich     | 0,81  | 0,68  | 0,69  | 0,68  | 0,66  | 0,65  | 0,63  |
| Spanien        | 1,33  | 0,89  | 0,58  | 0,67  | 0,66  | 0,68  | 0,73  |

### Kirchen/Religionen

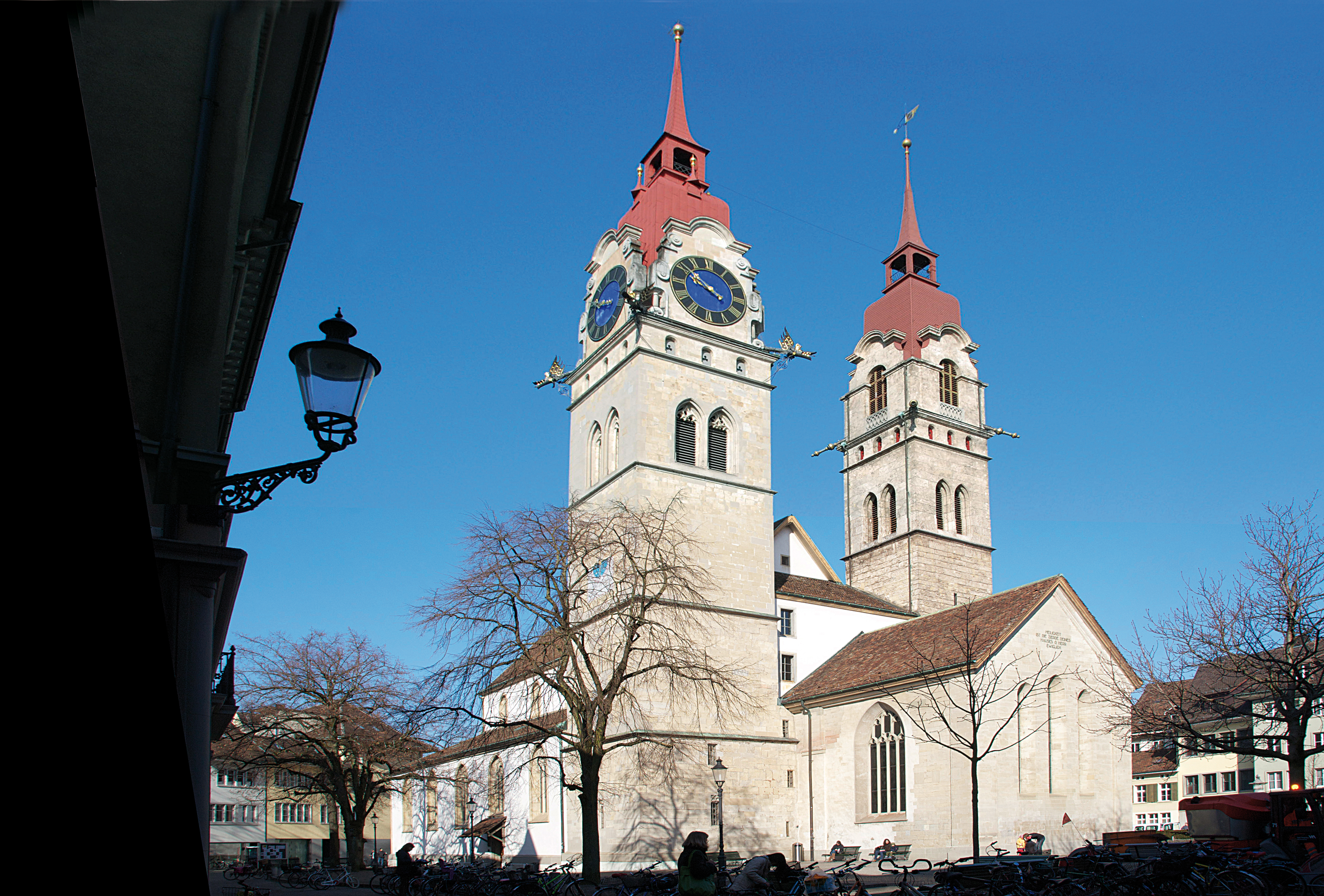
Stadtkirche und Kirchplatz

2022 gehörten 25,9 % der Bevölkerung der evangelisch-reformierten Kirche, 19,8 % der römisch-katholischen Kirche und 54,3 % einer anderen Konfession an bzw. machten keine Angabe oder waren konfessionslos.
Der Anteil der Mitglieder der evangelisch-reformierten Kirche an der Gesamtbevölkerung verringerte sich im Zeitraum von 1990 bis 2022 von 50,7 % auf 25,9 %, der Anteil der römisch-katholischen Kirche von 32,2 % auf 19,8 %.
Ende 2012 bekannten sich 12,5 % der Bevölkerung zum Islam, 3,3 % zur Christlich-orthodoxen Kirche, 0,3 % zur Evangelisch-lutherischen Kirche, 0,2 % zur Christkatholischen Kirche, 3,0 % zu anderen christlichen Kirchen und Gemeinschaften und 0,02 % zum Judentum. 19,9 % waren konfessionslos, und 1,6 % hatten eine andere Konfessionszugehörigkeit.
In Winterthur gibt es sieben reformierte Kirchengemeinden: Mattenbach (Unterer Deutweg), Oberwinterthur (Hohlandstrasse), Seen (Kanzleistrasse), Töss (Stationsstrasse), Veltheim (Feldstrasse), Winterthur-Stadt (Untere Briggerstrasse) und Wülflingen (Lindenplatz). Römisch-katholische Pfarrgemeinden gibt es acht: Pfarrei Herz Jesu (Unterer Deutweg), San Francesco (St. Galler-Strasse), St. Josef (Nägelseestrasse), St. Laurentius (Oberfeldweg), St. Ulrich (Seuzacherstrasse), St. Urban (Seenerstrasse), St. Marien (Oberwinterthur) sowie St. Peter und Paul (Tellstrasse).
In der Evangelischen Allianz Winterthur und Region sind 19 Kirchgemeinden und Werke im Kontakt miteinander (Stand 2020): Arche Winti, CGT Christliche Gemeinde an der Töss, Chile Grüze (Chrischonagemeinde), Evangelisch-reformierte Kirchgemeinde Seen, Evangelisch-methodistische Kirche EMK, Freie Christengemeinde FCG, Freie Evangelische Gemeinde FEG, Gebetshaus Winterthur, GVC Chile Hegi, Heilsarmee, ICF Winterthur, Iglesia Evangélica Hispana, Mosaik – meine Kirche, Quellenhof-Stiftung, SalZH Privatschule, SPM Pfingstgemeinde, Stadtmission, Stiftung Gemeinschaft der Versöhnung, Stiftung Schleife.
Ferner sind in Winterthur u. a. auch die Freikirche der Siebenten-Tags-Adventisten, die neuapostolische Kirche, die Kirche Jesu Christi der Heiligen der letzten Tage (als Mormonen bekannt) und die Zeugen Jehovas vertreten.
Neben den christlichen Religionsgemeinschaften gibt es eine islamische Glaubensgemeinschaft, einen türkischen Verein, eine islamisch-albanische Gemeinschaft, zwei türkisch-islamische Kulturvereine und einen türkisch-alevitischen Verein in Winterthur-Hegi, der das grösste alevitische Kulturzentrum in der Schweiz ist.

## Politik
Winterthurs Politik war im 19. Jahrhundert von einer Abneigung gegenüber Zürich geprägt und von der Gruppierung der so genannten Demokraten dominiert. Diese standen – als Teil der radikaldemokratisch-freisinnigen Bewegung – für einen relativ starken Staat ein, während andere Teile dieser Bewegung wie etwa der Zürcher Freisinn eher wirtschaftsliberale Positionen vertraten. Die in der französischsprachigen Schweiz als École de Winterthour bezeichnete Politik der Demokraten hinterliess auch in der Bundesverfassung nachhaltige Spuren und gilt als treibende Kraft des 1878 gescheiterten Nationalbahn-Projekts einer zusätzlichen Ost-West-Eisenbahntransversalen unter Umgehung von Zürich. In der Eulachstadt selber überdauerte die starke Stellung der ab 1941/42 in einer eigenen Kantonalpartei politisierenden Demokraten bis zur 1971 vollzogenen Wiedervereinigung mit dem Freisinn zur Freisinnig-Demokratischen Partei (FDP).

### Exekutive
| Name                            | Departement           | Partei    | seit |
| ------------------------------- | --------------------- | --------- | ---- |
| Michael Künzle (Stadtpräsident) | Präsidiales           | Die Mitte | 2012 |
| Martina Blum                    | Schule und Sport      | Grüne     | 2023 |
| Kaspar Bopp                     | Finanzen              | SP        | 2019 |
| Katrin Cometta                  | Sicherheit und Umwelt | glp       | 2020 |
| Stefan Fritschi                 | Technische Betriebe   | FDP       | 2010 |
| Nicolas Galladé                 | Soziales              | SP        | 2010 |
| Christa Meier                   | Bau und Mobilität     | SP        | 2018 |

Die Exekutive in der Stadt Winterthur ist der Stadtrat. Er besteht aus sieben Mitgliedern und wird alle vier Jahre durch das Volk neu gewählt. Sitz des Stadtrates ist das 1865–1869 nach den Plänen von Gottfried Semper erbaute Stadthaus an der Stadthausstrasse am Altstadtrand.
In ihren besten Zeiten stellten die Demokraten alle sieben Stadträte und bis 1971 noch deren drei (inklusive Präsident). Die ab 1900 aufkommenden Sozialdemokraten vermochten schon bald im Stadtrat Einsitz zu nehmen und ihre Vertretung nach und nach auf drei Sitze zu erhöhen. Mit der Amtszeit des SVP-Politikers Josef Lisibach bestand von 2014 bis 2018 in der Exekutive jedoch eine bürgerliche Mehrheit aus zwei FDP-Vertretern und je einem CVP- und SVP-Vertreter, womit Winterthur die einzige bürgerlich regierte Grossstadt der Schweiz war. Stadtpräsident ist seit 2012 der Mitte-Politiker Michael Künzle, welcher 2005 in den Stadtrat gewählt wurde.

#### Stadtpräsidenten
- 1939–1966: Hans Rüegg (DP)
- 1966–1990: Urs Widmer (DP/FDP)
- 1990–2002: Martin Haas (FDP)
- 2002–2012: Ernst Wohlwend (SP)
- seit 2012: Michael Künzle (Die Mitte)

### Legislative
- AL: 2
- Grüne: 8
- SP: 15
- EVP: 4
- GLP: 8
- Mitte: 4
- FDP: 9
- SVP: 9
- EDU: 1

Die Legislative in der Stadt Winterthur ist das Stadtparlament. Es besteht aus 60 Mitgliedern, die sich im Jahr 2022 auf neun Parteien verteilt haben und wird, wie der Stadtrat, alle vier Jahre durch das Volk neu gewählt. Das Stadtparlament hält seine Sitzungen ein- bis zweimal pro Monat am Montagabend im Rathaus ab. Das Parlament wurde 1895 geschaffen und umfasste damals 45 Mitglieder. Mit der Stadtvereinigung 1922 wurde die Mitgliederzahl auf 60 erhöht. Das Winterthurer Stadtparlament wird seit 2006 mit dem neu eingeführten Wahlsystem «doppeltproportionales Zuteilungsverfahren» gewählt, das eine gerechtere Sitzverteilung ermöglichen soll.
| Partei                                                    | 2002 | 2006 | 2010 | 2014 | 2018 | 2022 |
| --------------------------------------------------------- | ---- | ---- | ---- | ---- | ---- | ---- |
| Sozialdemokratische Partei der Schweiz (SP)               | 21   | 19   | 16   | 15   | 18   | 15   |
| Schweizerische Volkspartei (SVP)                          | 14   | 11   | 13   | 13   | 10   | 9    |
| Freisinnig-Demokratische Partei (FDP)                     | 10   | 9    | 7    | 7    | 8    | 9    |
| Grünliberale Partei (glp)                                 | –    | 2    | 6    | 7    | 7    | 8    |
| Grüne Partei der Schweiz (GPS)                            | 4    | 5    | 5    | 5    | 5    | 8    |
| Die Mitte (bis 2018: Christlichdemokratische Volkspartei) | 4    | 6    | 5    | 4    | 3    | 4    |
| Evangelische Volkspartei (EVP)                            | 4    | 5    | 4    | 4    | 4    | 4    |
| Alternative Liste (AL)                                    | 1    | 1    | 1    | 2    | 2    | 2    |
| Eidgenössisch-Demokratische Union (EDU)                   | 1    | 1    | 1    | 1    | 1    | 1    |
| Piratenpartei                                             | –    | –    | 1    | 1    | 1    | –    |
| Bürgerlich-Demokratische Partei (BDP)                     | –    | –    | –    | 1    | 1    | –    |
| Schweizer Demokraten (SD)                                 | 1    | 1    | 1    | –    | –    | –    |

### Judikative
Als Bezirkshauptort des nach der Stadt benannten Bezirks ist das Bezirksgericht Winterthur in der Stadt ansässig. Es befindet sich im Bezirksgebäude. Das Sozialversicherungsgericht des Kantons Zürich hat als einziges Kantonalgericht seinen Sitz in der Nähe des Hauptbahnhofs Winterthur.
In Winterthur gibt es ein Gefängnis für 48 Insassen, vorwiegend für Untersuchungs- und Sicherheitshaft. Es wurde im Rahmen der Sparmassnahmen vom Regierungsrat per 31. März 2004 geschlossen, wurde im September 2004 wegen der Überbelegung in den übrigen Haftanstalten aber wieder provisorisch in Betrieb genommen. Per 1. Juli 2005 nahm das Gefängnis wieder regulären Vollbetrieb auf, einzig die Verpflegung wurde aus Spargründen ausgelagert.

### Verwaltung
Zurzeit beschäftigen die sieben Departemente der Stadtverwaltung rund 5000 Mitarbeiter. Das Sozialdepartement verfügt als grösste Einheit über 1400 Mitarbeiter.
Als Stadtschreiber und Vorsteher der Stadtkanzlei amtet seit dem Jahr 2016 Ansgar Simon.
Die Stadtpolizei Winterthur ist das Polizeikorps der städtischen Exekutive. Stadtwerk Winterthur ist für die Grundversorgung der Bevölkerung mit Strom, Wasser, Gas und Fernwärme sowie für die Abwasser- und Kehrichtentsorgung zuständig. «Schutz und Intervention Winterthur» heisst die Feuerwehr der Stadt.

### Nationale Wahlen
Bei der Nationalratswahl 2019 erreichten die Parteien folgende Wähleranteile: SP 22,63 %, SVP 17,79 %, Grüne 17,78 %, glp 14,26 % FDP 10,59 %, EVP 5,02 %, CVP 4,18 %, AL 2,79 %, BDP 1,55 %, EDU 1,35 % und andere (7) 2,06 %.
Die Wähleranteile bei der Nationalratswahl 2023: SP 27,91 % (+5,29 %), SVP 17,06 % (−0,73 %), Grüne 13,81 % (−3,97 %), glp 12,78 % (−1,48 %), FDP 9,35 % (−1,24 %), Die Mitte 7,91 % (+2,18 %), EVP 4,14 % (−0,87 %), Aufrecht Zürich 1,51 %, AL 1,44 % (−1,03 %), EDU 1,39 % (+0,04 %), andere (10) 2,68 % (+0,68 %).

## Partnerstädte

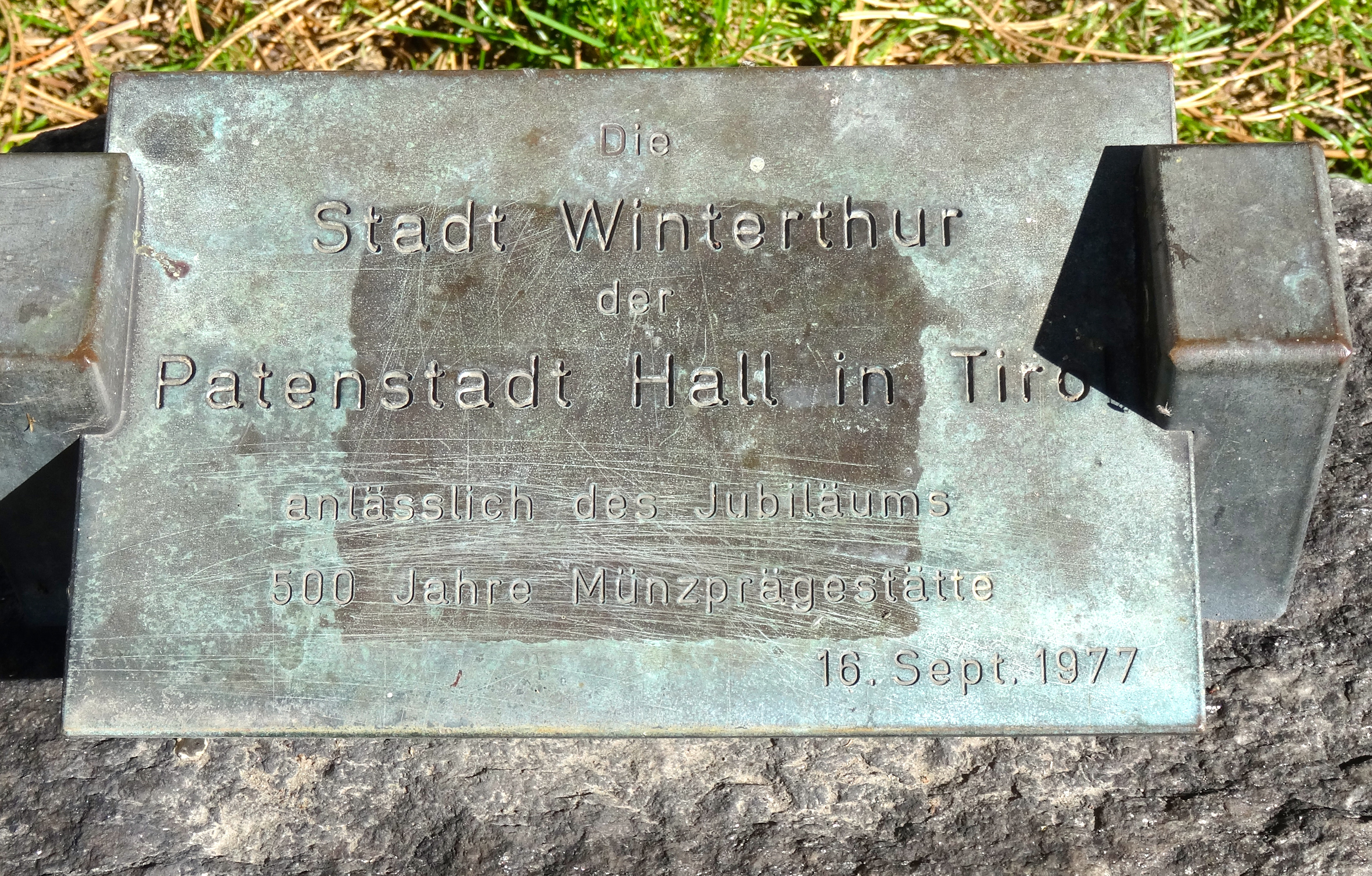
Erinnerungstafel in der österreichischen Stadt Hall in Tirol

Winterthur ist mehrere Städtepartnerschaften eingegangen. Die Verbindungen konzentrieren sich vor allem auf kulturellen Austausch und behördliche Kontakte. Teilweise werden auch Beziehungen im wirtschaftlichen und sportlichen Bereich gepflegt.
- Hall in Tirol, Österreich (seit 1946)
- Yverdon-les-Bains, Schweiz (seit 1969)
- La Chaux-de-Fonds, Schweiz (seit 1984)
- Plzeň, Tschechien (seit 1994)

Die Partnerschaften mit Yverdon-les-Bains und La Chaux-de-Fonds wurden eingegangen, um sprachliche Unterschiede zu überbrücken und den Austausch zwischen der Welsch- und der Deutschschweiz zu fördern. Die Partnerschaft mit La Chaux-de-Fonds wird seit 1991 durch die Stiftung Winterthur – La Chaux-de-Fonds betreut, die von beiden Städten getragen wird. Die Stiftung unterstützt Austauschprojekte im kulturellen, sozialen und sportlichen Bereich, ermöglicht Besuche von Schulklassen und organisiert Bevölkerungsbesuche zwischen beiden Städten.
Die Partnerschaft mit Hall in Tirol entstand nach dem Zweiten Weltkrieg, als die Schweiz beim Wiederaufbau mithalf. Winterthur belieferte Hall in Tirol, das damals noch Solbad-Hall hiess, mit Eisenbahnwagen voller Sachspenden und Lebensmitteln.
Die jüngste Partnerschaft mit Pilsen begann sich kurz nach dem Fall des Eisernen Vorhangs zu entwickeln, als Winterthur die neue Stadtverwaltung von Pilsen bei ihrer Aufbauarbeit unterstützte.
1982 schlug der damalige Winterthurer Stadtpräsident Urs Widmer eine Städtepartnerschaft mit der Stadt Ontario im US-Bundesstaat Kalifornien vor. Entstanden war die Idee bei einem Treffen Widmers mit Bürgermeister Ted Dutton aus Ontario. Während Ontario Winterthur offiziell zur Partnerstadt ernannte, wurde in Winterthur der Vorschlag nicht umgesetzt, und die Idee geriet in Vergessenheit. 2018 wurde die Winterthurer Verwaltung auf die ihr bis dato unbekannte «einseitige» Partnerschaft aufmerksam gemacht.
Gemeinsam mit den Städten Frauenfeld, St. Gallen und Schaffhausen unterstützt Winterthur jedes Jahr ein Projekt in der Auslandhilfe.

## Wirtschaft

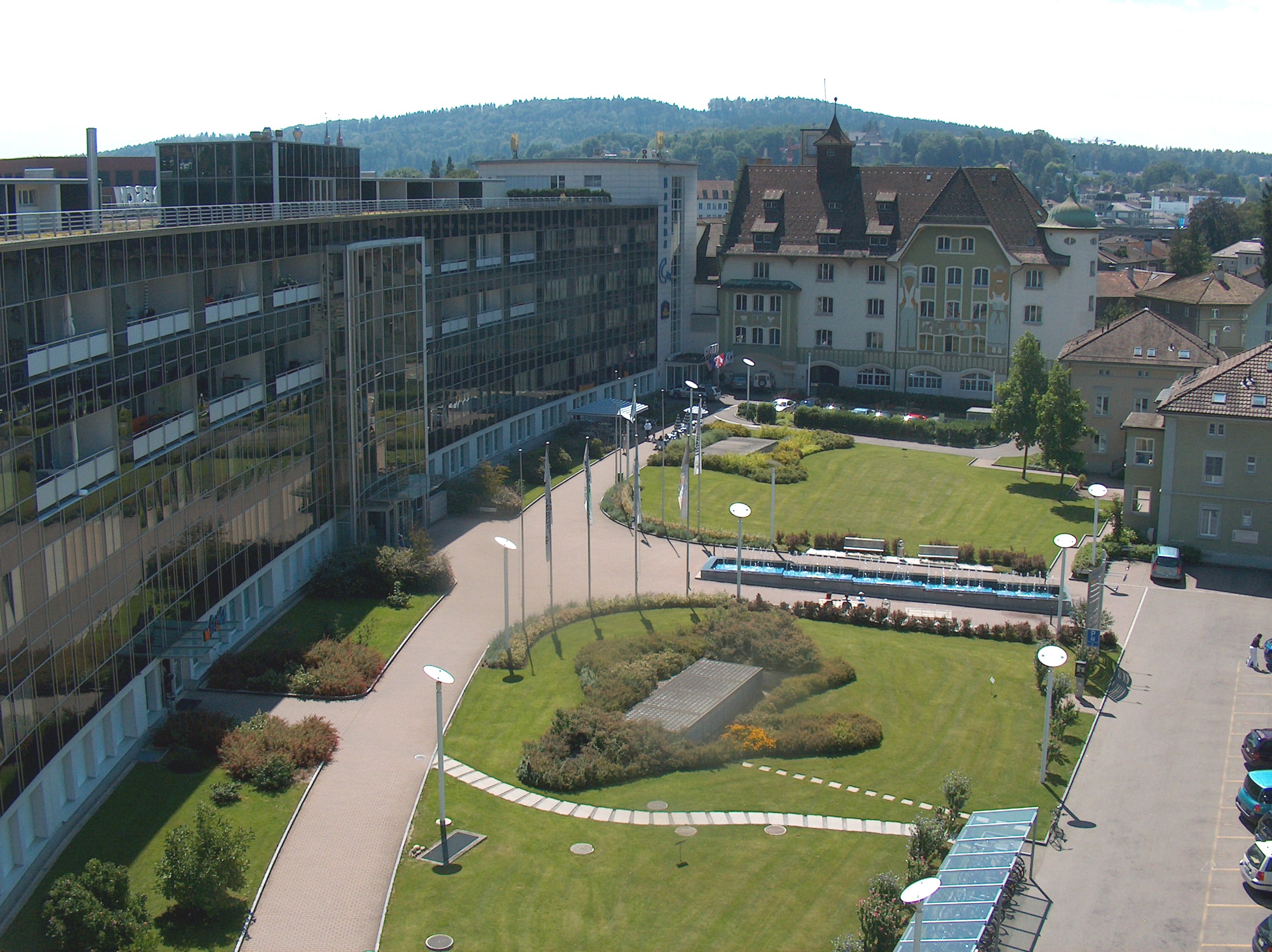
«Banane»-Areal der Siska Holding AG

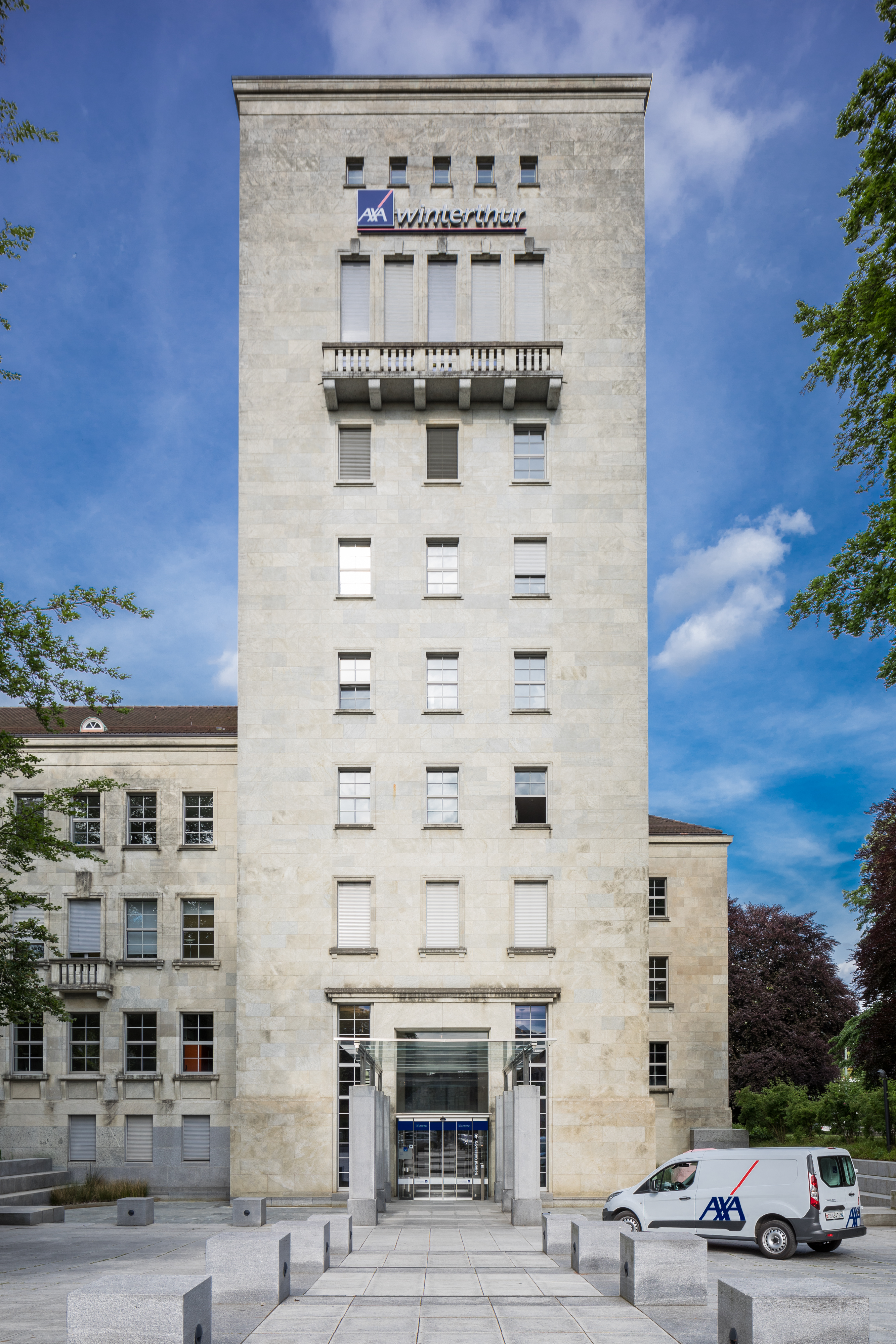
Turm des Hauptsitzes der AXA (Winterthur)

Die Stadt erlangte vor allem durch ihre einst blühende Maschinenindustrie mit Unternehmen wie Sulzer, SLM, Rieter und Geilinger internationale Berühmtheit. Über die Grenzen der Stadt bekannt ist das Handelshaus Volkart, das heute nur noch teilweise in Winterthur tätig ist. Auch bekannt war – bis zum Zusammenbruch im Jahr 2003 – der Mischkonzern der Familie Erb. Heute haben die ehemals grossen Industriefirmen nur noch Bruchteile ihrer ehemaligen Grösse, so haben sich viele ehemalige Abteilungen der Sulzer selbstständig gemacht.
Winterthur ist einer der Ursprungsorte der früheren Schweizerischen Bankgesellschaft (Fusion der Toggenburger Bank mit der Bank in Winterthur zur damaligen Schweizerischen Bankgesellschaft im Jahre 1912), die 1998 mit dem Schweizerischen Bankverein zur UBS AG fusionierte. Das Gründungsgebäude liegt an der Stadthausstrasse und ist noch heute eine Geschäftsstelle der UBS AG. Im Juni 2006 veräusserte die Credit Suisse die Winterthur-Gruppe an den französischen Konzern AXA, die Nummer zwei im europäischen Versicherungsmarkt. Die Traditionsmarke Winterthur wurde in einer Übergangsphase bis Anfang 2018 als AXA Winterthur beibehalten. Winterthur ist Firmensitz der schweizerischen AXA Versicherungen AG (AXA Schweiz), einer Tochter der französischen AXA Gruppe.
Seit den 1980er-Jahren hat die Winterthurer Wirtschaft einen grossen Umbruch erlebt, zuerst den Wandel von der Maschinen- zur Dienstleistungsindustrie (Versicherungen und Banken), in den 1990er-Jahren schliesslich mit dem Verkauf der Winterthur-Versicherungen an die Credit-Suisse-Gruppe und daran anschliessenden ständigen Restrukturierungen auch zunächst einen teilweisen Niedergang dieses Wirtschaftszweiges. Die 1992 aus dem Zusammenschluss von vier Krankenversicherungen entstandene Versicherungsgesellschaft Swica hat ihren Sitz in Winterthur.
Mit einer Standortvermarktung, der ersten einer Schweizer Stadt, wurde ab 1992 versucht, diesen Wandel in eine Entwicklungs- und Ansiedlungspolitik für neue Industriezweige sowie kleinere und mittlere Betriebe (KMU) umzusetzen. Das amerikanische Medizinaltechnik-Unternehmen Zimmer Biomet nahm seinen Sitz für Europa, Asien und Australien in Winterthur. Auch kleinere Firmen im Spitzentechnologiebereich siedelten sich an.
In Winterthur sind zudem zwei grössere Lehrbetriebe ansässig. Das aus den ehemaligen Sulzer-Lehrbetrieben entstandene Ausbildungszentrum Winterthur (azw) ist der grösste Ausbilder im Kanton. Der zweite grössere Lehrbetrieb mit eigener Berufsschule ist die Mechatronikschule Winterthur. Sie ist der drittgrösste Lehrbetrieb dieser Art in der Schweiz. Beide Lehrbetriebe zusammen bilden pro Jahr 250 Lehrlinge aus.
Die Sozialwirtschaft hat in Winterthur eine erhebliche Bedeutung, obgleich ihr Anteil an der Gesamtwirtschaft und ihre Soziologie noch nicht systematisch erforscht ist. Zur Sozialwirtschaft gehört auch das breite Netzwerk von Freiwilligenarbeit.
Seit 2007 darf die Stadt Winterthur ihr «Energiestadt»-Prädikat mit dem Zusatz «European Energy Award GOLD» bewerben. 2012 hat sich die Bevölkerung für das Ziel einer 2000-Watt-Gesellschaft ausgesprochen. Der Weg dorthin ist in den «Grundlagen Energiekonzept 2050» vorgezeichnet, welches Handlungsschwerpunkte für die Bereiche Strom, Wärme und Mobilität definiert. Am 28. November 2021 sprach sich die Winterthurer Bevölkerung deutlich für das Klimaziel «Netto null Treibhausgasemissionen bis 2040» aus.

## Medien

### Zeitungen
Bis in die 1950/60er-Jahre gab es in Winterthur fünf konkurrierende Tageszeitungen. Dies waren die «sozialistische» Winterthurer Arbeiterzeitung, der «demokratische» Landbote, das «freisinnige» Neue Winterthurer Tagblatt, die «katholische» Hochwacht und von auswärts der «konservative» Weinländer. Überlebt als Tageszeitungen hat einzig die auflagenstärkste Zeitung Winterthurs, Der Landbote. Die frühere Winterthurer AZ wurde in die Wochenzeitung Stadtblatt umgewandelt und von Januar bis Juni 2008 als lokale Sonntagszeitung kostenlos in alle Haushaltungen verteilt. Wegen Fehlkalkulationen im Anzeigemarkt musste sie ihr Erscheinen als letzte der ehemals konkurrierenden Tageszeitungen in Winterthur nach über 100 Jahren einstellen. Der Weinländer existiert zwar noch als zweimal wöchentlich erscheinende Andelfinger Zeitung weiter, hat in Winterthur jedoch seit langem keine Bedeutung mehr.
Gratiswochenzeitungen in der Stadt sind der Winterthurer Stadtanzeiger und die Winterthurer Zeitung, eine indirekte Nachfolgerin der Winterthurer Woche, die vom Stadtanzeiger übernommen wurde.

### Radio
In Winterthur sind die Radiosender Radio4TNG, Radio Stadtfilter, Radio Top und Radio Top Two ansässig.

### Fernsehen
Der Fernsehsender Tele Top hat seinen Sitz in Winterthur. Der Sender wurde 1986 als Lokalfernsehen für Winterthur gegründet und hiess bis 1999 Winti TV. Tele Züri, der Regionalsender der Stadt Zürich, kann in Winterthur ebenfalls empfangen werden.

### Winterthurer Jahrbuch
Das Winterthurer Jahrbuch erscheint seit 1954. Es berichtet über die Menschen in Winterthur, über das kulturelle und wirtschaftliche Geschehen und über gesellschaftliche Entwicklungen. Ergänzt wird es mit einer Stadtchronik und kulturellen Rückblicken.

### Kulturmagazin Coucou
Das unabhängige Winterthurer Kulturmagazin Coucou ist seit 2010 fester Bestandteil der Winterthurer Kulturlandschaft. Mit Interviews, Reportagen, Kolumnen, Porträts und Rezensionen ordnet das Coucou das kulturelle und gesellschaftliche Geschehen Winterthurs ein und informiert über aktuelle Projekte in der Stadt. Zudem bietet es mit einem Veranstaltungskalender einen umfassenden Überblick über das Kulturangebot in der Kulturstadt Winterthur.

## Verkehrsanbindung

### Schienenverkehr

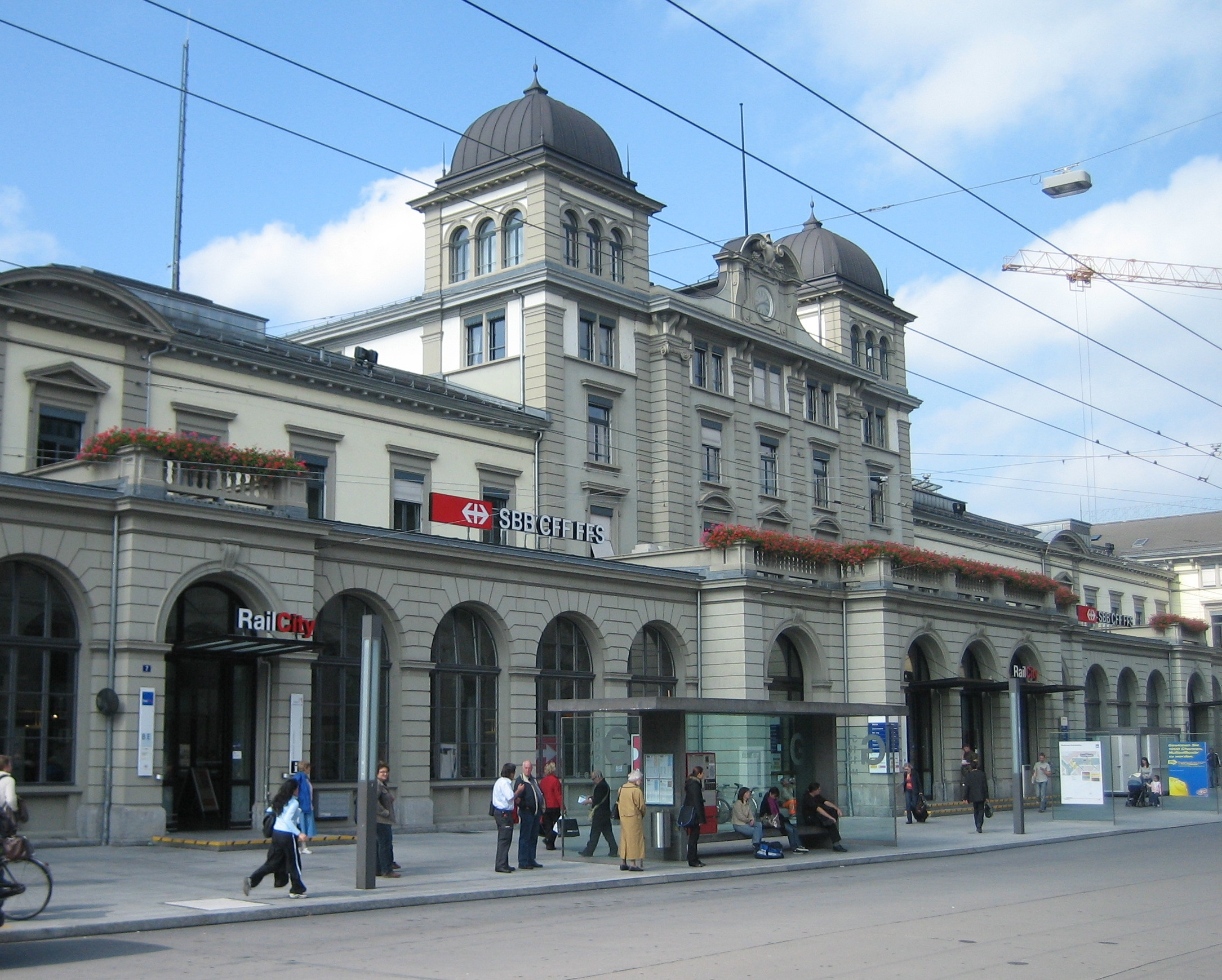
Winterthur Hauptbahnhof: Aufnahmegebäude von Südosten

Der Winterthurer Hauptbahnhof ist ein bedeutender Eisenbahn- und Busknotenpunkt. Er erzielt nach Zürich HB (394'500), Bern (281'900), Genf (165'300), Luzern (146'600) und Basel SBB (135'500) mit 123'000 Bahnreisenden pro Tag die schweizweit sechsthöchste Benutzerfrequenz (Stand 2024).

#### Fernverkehrszüge
- Zürich HB – St. Gallen – Memmingen – München    TT
- 1 Genève-Aéroport – Bern – Zürich HB – St. Gallen   BZ FS RZ
- 5 Lausanne – Biel/Bienne – Zürich HB ( – St. Gallen/Rorschach)  TT FZ BZ FS RZ , im Sommer zusätzlich , Lausanne–Zürich HB stündlich, mit Verlängerung zur Hauptverkehrszeit nach St. Gallen, Genève–Rorschach stündlich
- 8 Brig – Bern – Zürich HB – Romanshorn   BZ FS RZ
- 81 Interlaken Ost – Bern – Zürich HB – Romanshorn   BZ FS RZ
- 13 Zürich HB/St. Gallen – Sargans/Chur teilweise , teilweise  FS  (Alpenrhein-Express)
- 75 Luzern – Zürich HB – Konstanz  BZ RZ

#### Regionalverkehr
- S 7 Winterthur – Kloten – Zürich HB – Meilen – Rapperswil
- S 8 Winterthur – Wallisellen – Zürich HB – Thalwil – Pfäffikon SZ
- S 11 Aarau – Lenzburg – Dietikon – Zürich HB – Stettbach – Winterthur – Seuzach/Sennhof-Kyburg (– Wila)
- S 12 Brugg – Altstetten – Zürich HB – Stettbach – Winterthur – Schaffhausen/Wil
- S 23 (Zürich HB – Stadelhofen – Winterthur (– Romanshorn))
- S 24 Thayngen – Schaffhausen/Weinfelden – Winterthur – Zürich Flughafen – Zürich HB – Thalwil – Horgen Oberdorf – Zug
- S 26 Winterthur – Bauma – Rüti ZH
- S 29 Winterthur – Stein a. Rhein
- S 30 Winterthur – Frauenfeld – Weinfelden
- S 33 Winterthur – Schaffhausen
- S 35 Winterthur – Wil
- S 41 Winterthur – Bülach

Diese Strecken werden von zwölf Linien der S-Bahn Zürich bedient. Dabei stossen die Kapazitäten in Richtung Zürich zwischen Winterthur und der Verzweigung Hürlistein an Grenzen. Das Brüttener Tunnel zwischen Winterthur und Bassersdorf, das diesen Engpass entschärfen soll, ist bereits lange im Gespräch, fiel aber bei der ersten Auflage von Bahn 2000 einer Sparrunde zum Opfer und ist nun Bestandteil von Bahn 2030.

#### Nacht S-Bahnen
Es verkehren sechs Nachtlinien ab Winterthur, wovon drei dem Zürcher S-Bahn-Netz zugeordnet sind. Die drei anderen sind „Thurbo-Nightliner“. Die Linie SN3 der S-Bahn Zürich wird von Thurbo betrieben und ist zugleich ein Thurbo-Nightliner.
- 1 Winterthur – Zürich HB – Dietikon – Brugg – Aarau
- 3 Winterthur – Schaffhausen (– Stein am Rhein)
- 6 Winterthur – Zürich HB – Würenlos
- 11 Winterthur – Zürich HB – Dietikon – Lenzburg – Aarau – Olten
- 21 Winterthur – Wil SG – St. Gallen
- 22 Winterthur – Wil SG – St. Gallen (– St. Margrethen – Heerbrugg)
- 30 Winterthur – Frauenfeld – Weinfelden – Romanshorn
- 41 Winterthur – Bülach

#### Bahnhöfe
Auf Winterthurer Gemeindegebiet befinden sich neben dem Hauptbahnhof neun weitere S-Bahn-Haltestellen:
- Winterthur Grüze
- Winterthur Hegi (seit Dezember 2006[74])
- Oberwinterthur
- Winterthur Seen
- Winterthur Töss
- Winterthur Wallrüti (erbaut 1985/1986; ab 2026 im Besitz der SBB)[75]
- Winterthur Wülflingen
- Reutlingen (seit 1991; seit 2024 im Besitz der SBB)[75]
- Sennhof-Kyburg

Die beiden letztgenannten Haltepunkte befinden sich in so genannten Aussenwachten von Winterthur ausserhalb des städtischen Siedlungsgebiets.
Im kantonalen Richtplan ist noch eine Haltestelle Försterhaus an der Linie Richtung Zürich mit langfristigen Planungshorizont eingetragen. Diese soll zur Erschliessung der aufstrebenden Quartiere in Töss dienen. Ebenfalls besteht die Möglichkeit einer Bahnhaltestelle Winterthur-Grüze Nord an der Bahnlinie Richtung Frauenfeld. Vor Annahme der Kulturlandinitiative war ebenfalls noch eine Haltestelle in Oberseen eingetragen, diese wurde aber nach Annahme der Kulturlandinitiative gestrichen, da hier zuvor vorgesehene Einzonungen aus dem Richtplan gestrichen wurden. Des Weiteren steht für die Strecke Richtung Schaffhausen langfristig ein Doppelspurausbau mittels eines zweispurigen Lindbergtunnels zur Debatte.

### Nahverkehr
Die städtische Verkehrsgesellschaft Stadtbus Winterthur, die in den Zürcher Verkehrsverbund integriert ist, betreibt diverse innerstädtische und regionale Auto- und Trolleybus-Linien. Diese sind, mit Ausnahme einiger Zubringerlinien, am Hauptbahnhof miteinander verknüpft. 
Der so entstandene Busbahnhof ist der grösste des Kantons und nach Sion, Luzern und Bern einer der grössten der Schweiz. Es verkehren acht Nachtbuslinien ab dem Hauptbahnhof in der Freitag- und Samstagnacht.
Von 1898 bis 1951 verkehrte in der Stadt die Strassenbahn Winterthur, sie wurde durch den Trolleybus ersetzt.

### Flugverkehr
Der Flughafen Zürich, der grösste Flughafen der Schweiz, liegt wenige Kilometer südwestlich von Winterthur in Kloten. Alle Fernverkehrszüge nach Zürich und eine S-Bahn-Linie verbinden ihn mit Winterthur. Die Fahrzeit mit dem Zug beträgt 13 bis 17 Minuten.
Im Quartier Hegmatten in Oberwinterthur liegt seit 1964 der Segelflugplatz Hegmatten mit Graspiste. Er wird vom lokalen Segelflugverein betrieben.

### Fahrrad
Winterthur, auch als «Velostadt» bezeichnet, wird von vielen Radwegen mit einer Gesamtlänge von 175 Kilometern durchzogen. Ebenfalls führt die nationale Veloroute 5 (Mittelland-Route) durch die Stadt. «Für ihr vorbildlich ausgestaltetes Radwegnetz» wurde die Stadt 2005 mit dem Prix Velo ausgezeichnet.
Eine Besonderheit im städtischen Gesamtverkehrskonzept sind zudem zwei provisorisch verzeichnete Velolifte – einer Richtung Heiligberg und einer ins Dättnau. Es existiert auch ein Konzept für Veloschnellstrassen, das bisher jedoch nicht umgesetzt wurde.

### Individualverkehr
Winterthur ist ein Verkehrsknotenpunkt am Ausgang des Tösstals und des Kempttals und verbindet das Weinland mit dem übrigen Kanton Zürich. Mehrere Hauptachsen führen in die Altstadt.
Die Autobahn A1 umfährt die Stadt im Westen und Norden mit den Ausfahrten Winterthur-Töss, Winterthur-Wülflingen, Winterthur-Ohringen/Veltheim und Oberwinterthur. Zudem befindet sich im Norden die Autobahnverzweigung Winterthur-Nord mit der Autostrasse A4 nach Schaffhausen und nordöstlich die Autobahnverzweigung Winterthur-Ost mit der Autobahn A7 nach Kreuzlingen. Es steht immer wieder eine Südumfahrung der Stadt durch den Eschenberg zur Diskussion. Sie ist zwar noch im Richtplan eingetragen, jedoch ist der Bau in weite Ferne gerückt. Der Bau dieser Südumfahrung ist äusserst umstritten. Winterthur ist Knotenpunkt der Hauptstrassen 1, 7 und 15.
In Winterthur wurde bereits 1990 die erste Tempo-30-Zone eingerichtet, daneben gibt es heute auch einige Begegnungszonen. Die Altstadt Winterthurs ist die grösste zusammenhängende Fussgängerzone der Schweiz. Ab dem Jahr 2022 sollen vier autofreie Sonntage pro Jahr eingehalten werden, die sich allerdings jeweils auf ein gewisses Quartier oder einen Strassenabschnitt beschränken. Der Stadtrat will Tempo 30 bezw. Tempo 20 auf den meisten Strassen einführen. Mit der Ausdehnung der Blauen Zone per 1. September 2024 auf die ganze Stadt, wurden sämtliche Parkplätze in Winterthur kostenpflichtig.

## Tägliche Versorgung und Entsorgung

### Stadtwerk Winterthur
obliegt zum grössten Teil die infrastrukturelle Versorgung und Entsorgung der Stadt:
Trinkwasser
Seine Qualität ist so hervorragend, dass es nicht aufbereitet werden muss. Täglich gewinnt die Trinkwasserversorgung Stadtwerk Winterthur 40'000 Kubikmeter Wasser aus dem Grundwasserstrom der Töss (Linsental und Zell), versorgt die Stadt und elf umliegende Gemeinden, 130 öffentliche Brunnen und die Hydranten für die Feuerwehr auf Stadtgebiet.
Gasversorgung
7000 Winterthurer Haushalte nutzen Gas zum Heizen, Kochen oder Aufbereiten von Wasser. Sie haben die Wahl aus vier ökologisch verschieden zusammengesetzten Angeboten von Stadtwerk Winterthur.
Fernwärme 
In verschiedenen Stadt-Arealen hat man die Wahl zwischen zwei Fernwãrmeangeboten von Stadtwerk Winterthur: ein Fernwärmeverbund, sechs Quartierwärmeverbunde.
Elektrizität
Auch den Strom bietet Stadtwerk Winterthur zur Wahl in vier Ökologieklassen an.
Glasfasernetz
Stadtwerk Winterthur bietet ein modernes Glasfasernetz für schnelle Kommunikation und Unterhaltung an.
Beleuchtung
Wirksame Steuerungssysteme sorgen für nächtliche Sicherheit und für Wirtschaftlichkeit und Nachhaltigkeit von 11'000 Leuchtstellen in Winterthur.
Elektro- und Gastankstellen
Elektro- und Gasfahrzeuge können an der Stadtwerk-Elektro–Schnellladestation oder an einer der zwei Gastankstellen aufgeladen/betankt werden.
Energieberatung
Bei der Beleuchtung oder Heizung einer Liegenschaft Kosten sparen mit der Energieberatung von Stadtwerk Winterthur.
Abwasser
In den 50'000 Kubikmetern Schmutzwasser, die während eines Tages die vier Stufen der Abwasserreinigungsanlage im Wülflinger Hard durchlaufen, sind auch Abwässer aus vier Nachbar-, einer Thurgauer- und sechs Tösstal-Gemeinden enthalten. Sie fliessen aus der ARA mit besseren Werten in die Töss als das Gesetz vorschreibt. Aus den jährlich anfallenden 130'000 Kubikmetern Klärschlamm wird Biogas gewonnen, das zur Strom- und Wärmeerzeugung verwertet wird.
Kehrichtverwertung
Seit über 50 Jahren betreibt Stadtwerk Winterthur die Kehrichtverwertungsanlage an der Scheideggstrasse in Oberwinterthur und produziert aus der Verbrennung von jährlich 200'000 Tonnen Abfall einen Fünftel des jährlichen Winterthurer Strombedarfs, ebenso einen Fünftel des jährlichen Wärmebedarfs.

### Das Strasseninspektorat
mit seinem Strassendienst steht der verkehrsmässigen Stadtversorgung vor.
Ein positives Erscheinungsbild der Stadt ist das Ziel bei der Reinigung und der Instandhaltung der 360 km Strassen, Wege und Plätze. Besonders beanspruchte Bereiche wie die Altstadt erfahren auch samstags und sonntags eine Reinigung. Auch die etwa 1000 öffentlichen Abfall- und Hundekotbehälter stehen im Zuständigkeitsbereich der Straseninspektorats-Angestellten, wie der Winterdienst und die Unterhaltsarbeiten an Strassen, Plätzen und öffentlichen Gewässern.

### Feuerwehr
«Schutz und Intervention Winterthur» heisst die städtische Berufsfeuerwehr, die zum Schutz von Mensch, Tier und Objekten 50 Männer und Frauen beschäftigt. Ihnen stehen 26 Fahrzeuge für alle möglichen Einsätze bei technischen Hilfeleistungen, Gas- und Chemieeinsätzen, Bergungen, Rettungen und Personentransporten zur Verfügung.
Die Freiwillige Feuerwehr unterstützt die Berufsfeuerwehr beim Einsatz und leistet Pikettdienst während Einsätzen der Berufsfeuerwehr.
In der Jugendfeuerwehr werden 14- bis 17-Jährige in einer Ausbildungswoche und 8 bis 10 Übungen pro Jahr auf den Eintritt in die Freiwillige Feuerwehr vorbereitet.

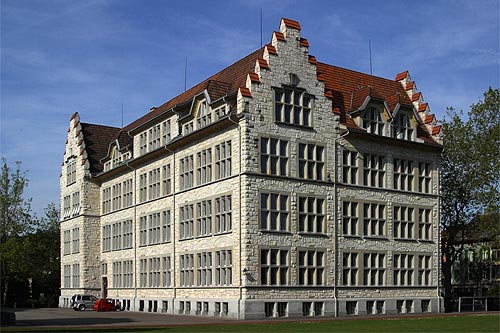
Primarschule Geiselweid

## Bildung
Der gesetzliche Schulunterricht besteht in Winterthur aus einer sechsjährigen Primarschule und der dreijährigen Oberstufe. Das Schulsystem der Oberstufe ist nicht in der ganzen Stadt einheitlich. In den meisten Winterthurer Schulkreisen gibt es die dreiteilige Sekundarstufe, in manchen Schulkreisen wurde jedoch die gegliederte Sekundarstufe eingeführt. Es gibt in Winterthur 62 Kindergärten, 43 Primarschulen und elf Oberstufenschulen. Im Durchschnitt besuchen etwa 10’000 Schüler und Schülerinnen die obligatorische Volksschule. Der Kindergarten ist seit 2009 obligatorisch.

### Höhere Schulen
Winterthur ist ein regionales Bildungs- und Schulzentrum. Es sind mehrere grössere Schulen in der Stadt ansässig, die über die normale Schulpflicht (Primar- und Sekundarstufe) hinausgehen.

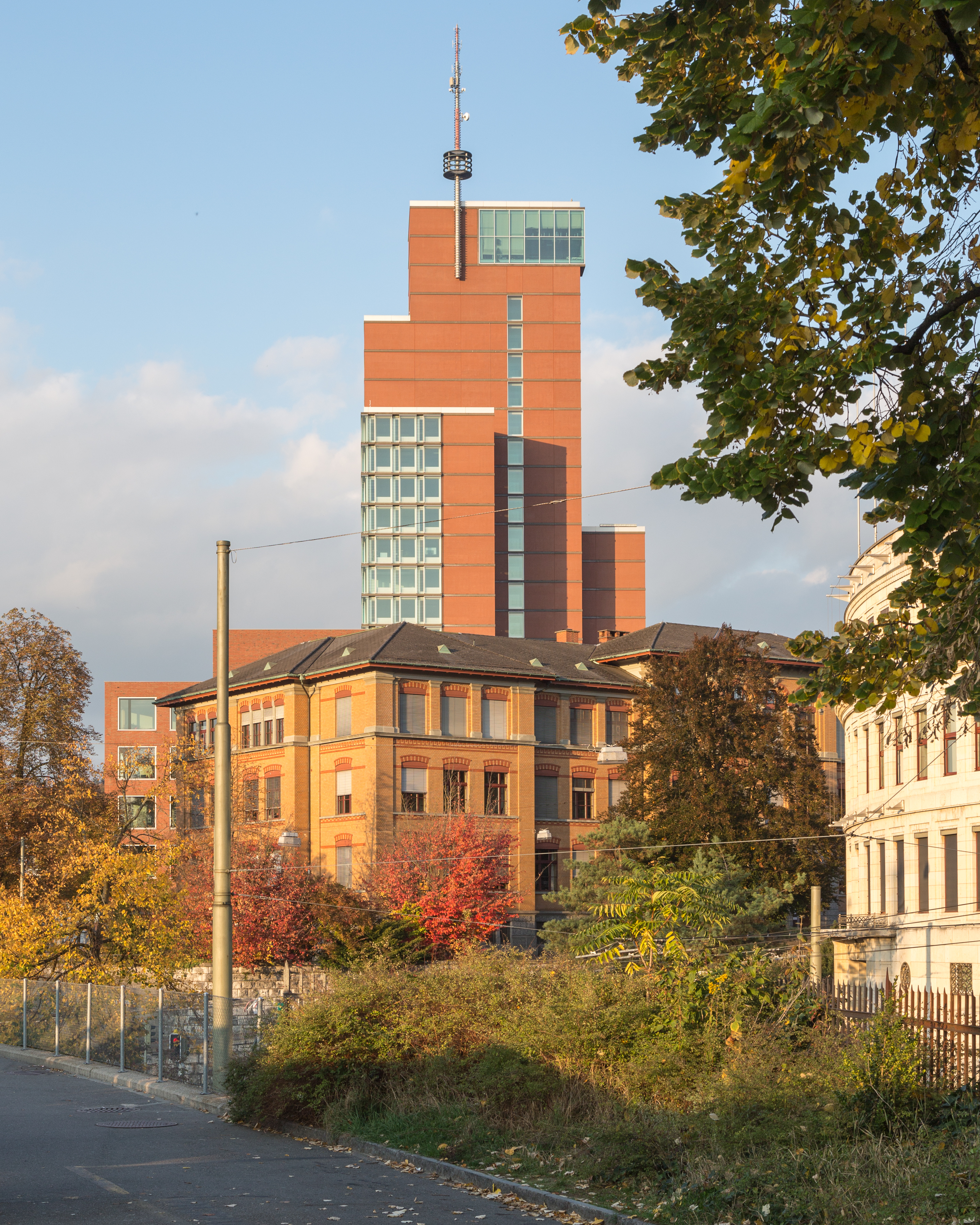
Schulhaus St. Georgen vor dem Roten Turm (ZHAW)

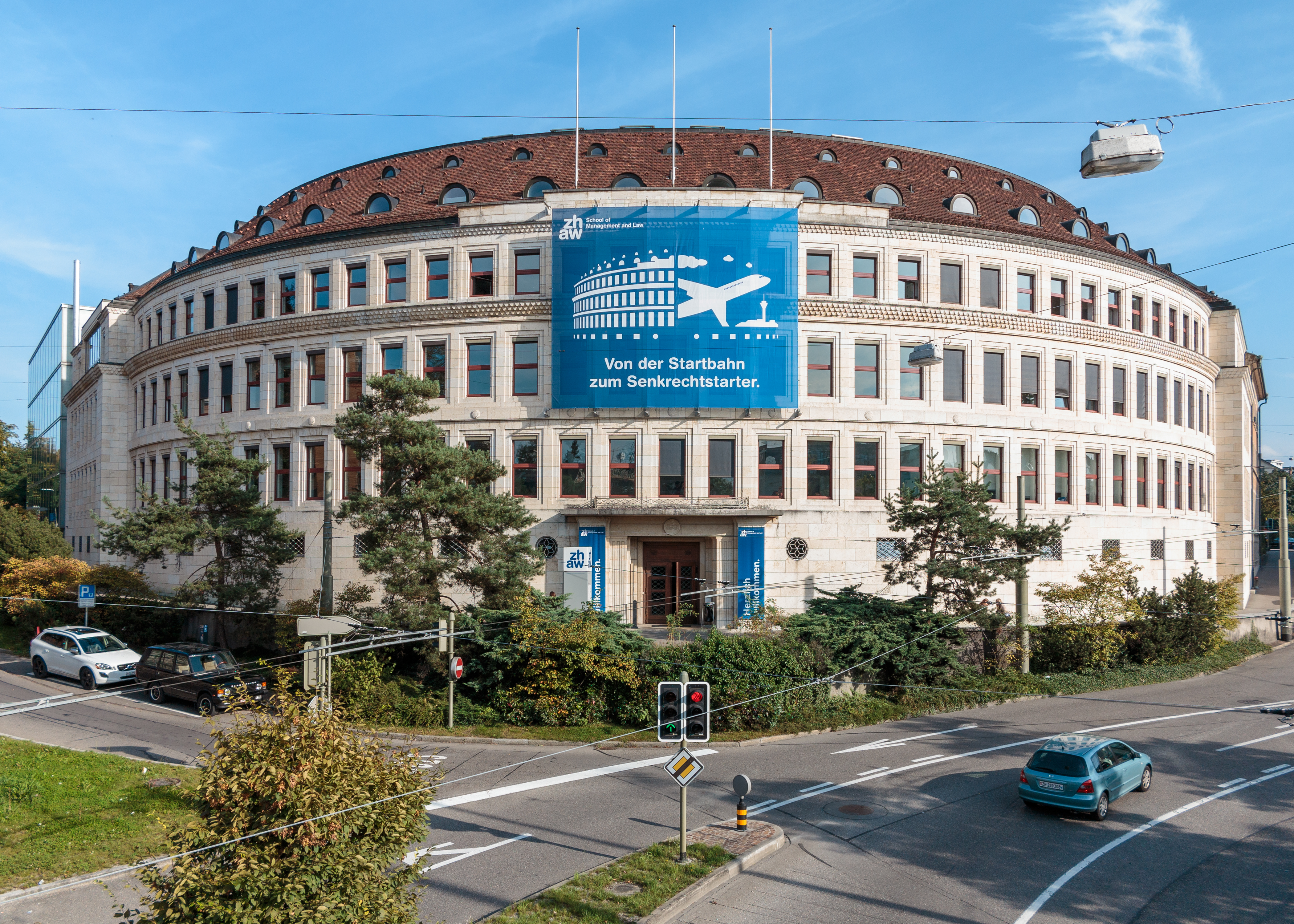
ZHAW School of Management and Law am St.-Georg-Platz 2

Die berühmteste Schule in der Stadt ist die Zürcher Hochschule für Angewandte Wissenschaften (ZHAW), die bis September 2007 Zürcher Hochschule Winterthur (ZHW) (ehemals Technikum Winterthur) hiess. Sie ist die grösste Fachhochschule im Kanton und unterhält in Winterthur fünf von acht Departementen. Die ZHAW ist damit die grösste Mehrsparten-Fachhochschule der Schweiz. Ein Teil der Hochschule ist im 1874 gegründeten Technikum untergebracht, das das grösste und älteste Technikum in der Schweiz ist. Die zweite in Winterthur ansässige Fachhochschule ist die Zürcher Hochschule der Künste (bis 2007 Hochschule für Musik und Theater, früher Musikschule und Konservatorium Winterthur). Im Schuljahr 2006/07 wurde die Hochschule von 3462 Studierenden besucht.
Ebenfalls in der Stadt, genauer im Schlosstal, ist die Schweizerische Technische Fachschule ansässig.
Die drei Mittelschulen in Winterthur sind die Kantonsschulen Im Lee (Kurzzeitgymnasium und zweisprachige Maturität), Rychenberg (Langzeitgymnasium, zweisprachige Maturität und Fachmittelschule) und Büelrain (Wirtschaftsgymnasium, Kurzzeitgymnasium, zweisprachige Maturität, Handelsmittelschule und Informatikmittelschule).
Seit 2024 existiert eine eigenständige Berufsmaturitätsschule.
Des Weiteren sind in Winterthur folgende Berufsschulen beheimatet: die Wirtschaftsschule KV Winterthur (WSKVW), die Berufsbildungsschule Winterthur (BBW), das Zentrum für Ausbildung im Gesundheitswesen (ZAG), die Berufsfachschule (BFS) und die Mechatronik Schule Winterthur (MSW).

### Internationales
Seit 2008 ist Winterthur der Sitz des Club of Rome.

## Kunst und Kultur

### Bibliotheken

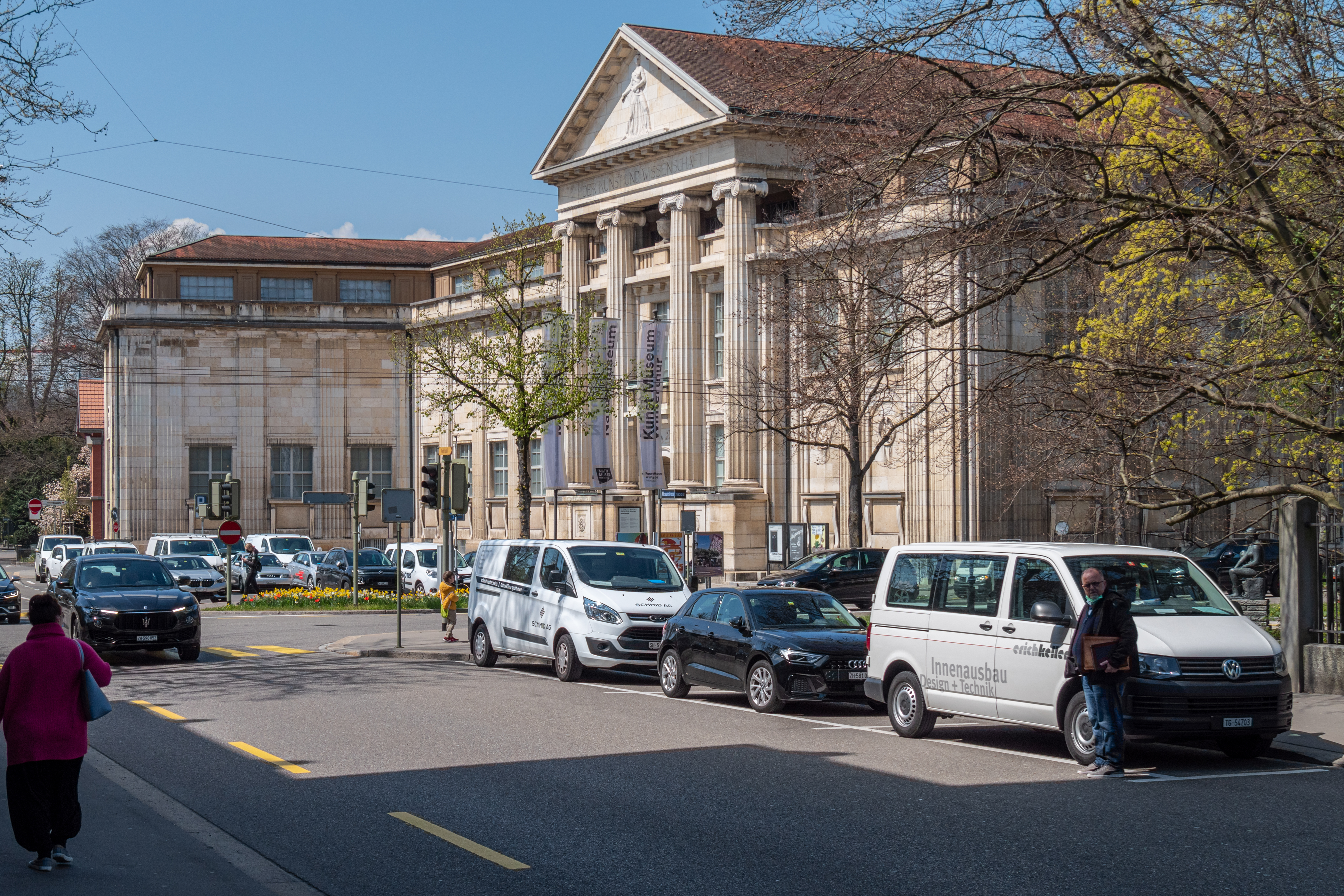
Ehemaliger Standort der Stadt- und später der Studienbibliothek beim Kunstmuseum an der Museumstrasse 52, Winterthur

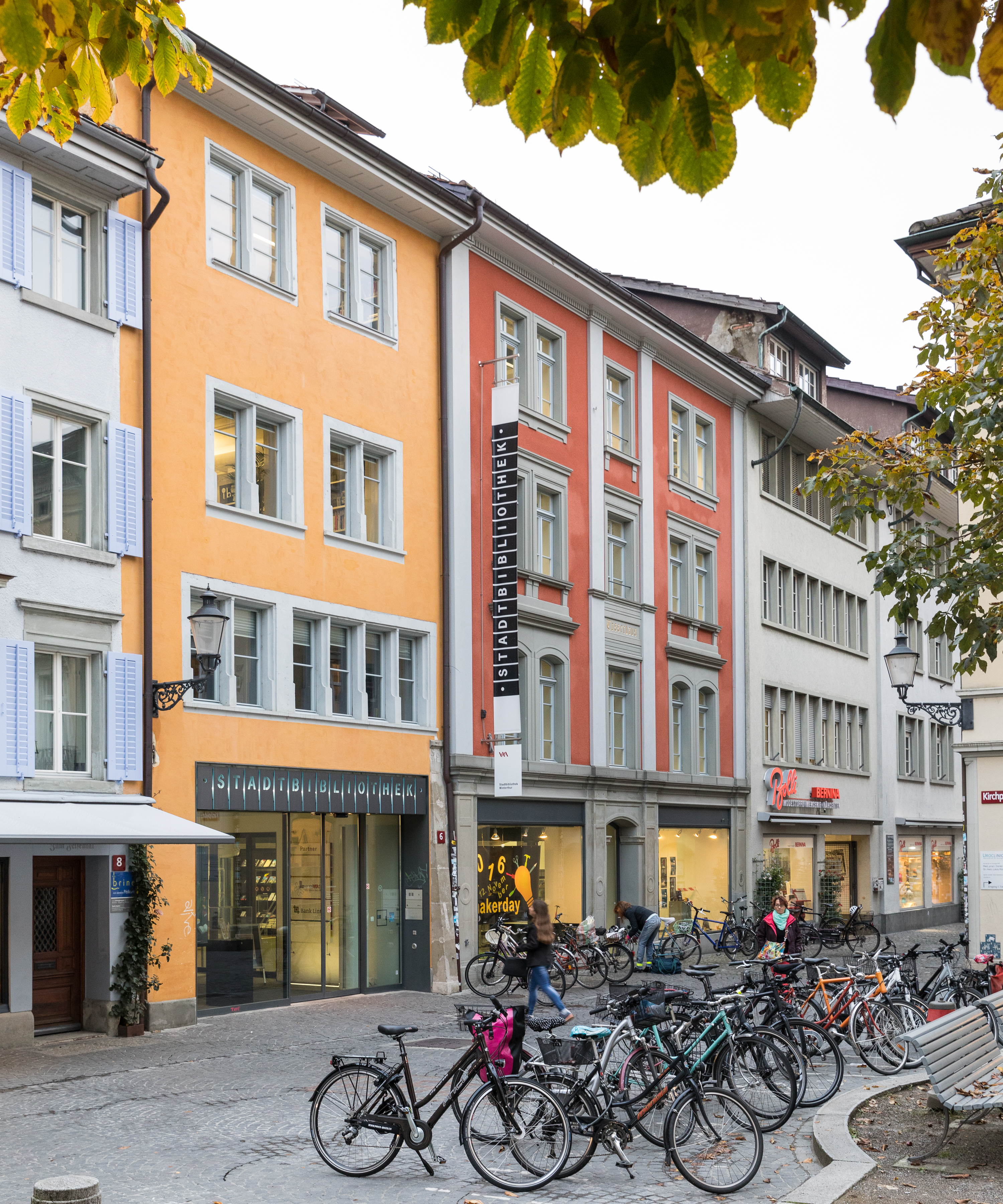
Heutiger Standort der Stadtbibliothek Winterthur an der Oberen Kirchgasse 6, Winterthur

Die Winterthurer Bibliotheken sind in einem Bibliotheksnetz mit acht Bibliotheken organisiert. Es besteht aus den sechs Quartierbibliotheken (früher Kreisbibliotheken) in Oberwinterthur, Hegi, Töss, Seen, Veltheim und Wülflingen, der Stadtbibliothek am Kirchplatz sowie der Sammlung Winterthur (ehemals Studienbibliothek). Letztere wurde bei der Umbenennung im Jahr 2016 in die Stadtbibliothek integriert.
Die Stadtbibliothek wurde im Jahre 1660 als Bürgerbibliothek gegründet und war lange im Rathaus untergebracht. 1916 zog die Stadtbibliothek in das neu gebaute Museumsgebäude ein und blieb dort bis 2003. Im Sommer 2003 wurde eine Trennung zwischen Studienbibliothek und Stadtbibliothek vorgenommen. Die Studienbibliothek blieb mit den Sondersammlungen alter Bücher, Wappensammlung und Handschriften im Museumsgebäude, die Stadtbibliothek zog zusammen mit der ehemaligen Kreisbibliothek Altstadt an den Kirchplatz in die beiden neu umgebauten Liegenschaften Tösserhaus und Blumengarten. Die so entstandene Freihandbibliothek ist gemäss eigener Deklaration die grösste der Schweiz. Anfang 2016 folgte die Studienbibliothek im Zuge einer Reorganisation dann doch noch der Stadtbibliothek an den Kirchplatz und wurde gleichzeitig in die Sammlung Winterthur umbenannt. Die Bibliothek Hegi zog im Sommer 2013 in das Mehrgenerationenhaus an der Ida-Sträuli-Strasse.
Die Winterthurer Bibliotheken gehören zu den wenigen Bibliotheken der Schweiz, die eine fraktale Aufstellungsweise eingeführt haben. Sie waren die ersten Bibliotheken Europas, die ihre Medien mit RFID-Labels vor Diebstahl sicherten und so eine Selbstausleihe und -rückgabe ermöglichten. Mit ihrem Projekt «Integrationsbibliothek» haben sie den Zürcher Bibliothekspreis 2004 gewonnen.
In Winterthur gibt es zudem drei Ludotheken: Die Ludotheken Altstadt, Oberwinterthur und Seen.
Im Online-Katalog der Winterthurer Bibliotheken (WebOPAC) finden sich auch die Bestandskataloge der Musikhochschule, der «Musikschule und Konservatorium» sowie des Münzkabinetts und der Antikensammlung der Stadt Winterthur.

### Film/Kino
Zu den klassischen Kinos, die kommerziell erfolgreiche Filme zeigen, zählen die Kinos Kiwi am Neumarkt und maxx im Kesselhaus, während das Kino Loge mehr auf Independent-Filme und Studioproduktionen ausgerichtet ist. Das Kino Cameo am Lagerplatz ist ein Programmkino mit täglich abwechselndem Programm. Jeweils am Sonntag zeigt das Sofakino Nische im Gaswerk ebenfalls einen ausgewählten Film.
In Winterthur beheimatet ist «Filme für die Erde», eine von der UNESCO ausgezeichnete Umweltinitiative. Politisch und religiös unabhängig, lädt die Organisation zu kostenlosen Filmabenden ein, nach denen jeder Besucher eine ebenso kostenlose «Weitergabe»-DVDs erhält, die von Freund zu Freund weitergegeben werden soll – um möglichst viele Menschen zu berühren und das Wissen weiterzugeben. Auf diesem Weg hat Filme für die Erde 30'000 DVDs verteilt und 300'000 Menschen erreicht.

### Die Winterthurer Hafner
Aus kaum einer Stadt der Schweiz liegen so viele Informationen zur Keramikproduktion und Keramiknutzung vor, wie für Winterthur im Kanton Zürich. Die archäologischen Untersuchungen der Kantonsarchäologie haben viele Fundinventare des 11./12. bis frühen 14. Jahrhunderts erbracht. Jüngere, gut datierte Funde ab der zweiten Hälfte des 14. Jahrhunderts sind jedoch deutlich seltener. Es gibt nur einen typologisch um 1400 datierten Töpfereiabfall vom Winterthurer Untertor. Wichtiger Eckpfeiler der lokalen und regionalen Keramikchronologie ist die bauhistorisch vor 1501 datierte Verfüllung eines Schachtes aus Winterthur, Marktgasse 25. Ein Fundensemble aus dem Winterthurer Stadtgraben gehört ins späte 15. und frühe 16. Jahrhundert. Wichtig sind auch zwei Töpfereiabfälle der Zeit um 1600 bzw. des 17. Jahrhunderts, die die Verbindung zu museal erhaltenen Objekten aus Winterthurer Produktion herstellen. Zwei Winterthurer Kloakeninventare aus der Mitte und zweiten Hälfte des 17. Jahrhunderts sind besonders hervorzuheben. Dagegen fehlen bislang hinreichende Informationen zu den lokalen Keramikformen des 18. und 19. Jahrhunderts. Leider ist der Produktionsabfall der Keramikfirma Hanhart (1879–1887) wenig umfangreich.
Von kunsthistorischer und historischer Seite standen in der Vergangenheit vor allem die Fayence-Kachelöfen und das Fayencegeschirr des späten 16. bis frühen 18. Jahrhunderts aus Winterthur im Fokus. Seit dem 15. Jahrhundert können Hafner in Winterthur auch archivalisch nachgewiesen werden. Zwischen dem 16. und dem 18. Jahrhundert lassen sich mehr als 80 Hafner, Ofenbauer und Kachelmaler belegen. Hervorzuheben sind hier vor allem die wirtschaftlich und künstlerisch über oft mehrere Generationen hinweg sehr erfolgreichen Hafner der Familien Huser, Mayer, Pfau, Erhart oder Graf. Sie stiegen in der städtischen Ämterhierarchie teilweise sogar bis zum Amt des Schultheissen auf. Die schon in barocker Zeit bestehende Hafnerfamilie Pfau war sehr bedeutsam für Winterthurs Stadtgeschichte, war sie doch Inhaberin der Hafnerei Pfau an der Marktgasse von 1526 bis 1719. Archäologische Belege weisen den kompletten Ersatz eines zweiphasigen Keramik-Brennofens mit Kachelinschrift des Erbauers David Pfau nach, ebenso eine zweiteilige Tonaufbereitungsgrube von 4 Kubikmetern Inhalt. Neben Zeugen der Hafnerei zählte auch Alltagsgeschirr aus glasierter Irdenware zu den Funden an der Marktgasse 60.
Nahe der Hafnerei Pfau wurde an der Marktgasse 54 schon 1977 ein Steinkeller archäologisch erforscht, der in seinen Grundmauern noch erhalten ist und dessen Fundament ins 12. Jh. zurück reicht. Er wurde mit Geschirr- und Ofenkacheln aufgefüllt, was für die Forschung einen Querschnitt der um 1300 in Gebrauch gewesenen Geschirrformen und der geläufigen Kacheltypen ergibt. Für beide Keramikprodukte war bereits die Scheibentechnik mit standardisierten Fabrikaten in Gebrauch. Fayancefragmente von italienischen Produkten geben einen Hinweis auf die zu dieser Zeit privilegierte Bewohnerschicht an der Marktgasse.
Die Hafner von Winterthur waren zunftmässig organisiert und verfügten über eine Handwerksordnung aus dem Jahr 1637, Diese behielt bis 1798 Gültigkeit. Der Ruf der Winterthurer Hafner reichte weit über die Stadtgrenzen hinaus. Bestellungen von Kachelöfen für Privatbauten und für herausragende öffentliche Bauten wie Rathäuser, Zunftstuben oder Klöster kamen aus den benachbarten Städten Luzern, Zürich, Schaffhausen und St. Gallen sowie den Kantonen Graubünden, Glarus, Thurgau, Zug und Schwyz.

### Museen
Mit seinen vielen Museen, vor allem im Kunstbereich, gilt Winterthur als «Stadt der Museen». Die Museumslandschaft in Winterthur ist besonders ausgezeichnet durch ein dichtes Netz hochkarätiger Sammlungen von nationalem und internationalem Ruf. Die verschiedenen hervorragenden Kunstsammlungen, die sich in dieser Dichte kaum irgendwo sonst in der Schweiz finden, umfassen neben dem Reinhart am Stadtgarten und der Sammlung Oskar Reinhart «Am Römerholz» auch das Beim Stadthaus und das Villa Flora. Dies hat nicht zuletzt mit wichtigen Winterthurer Kunstsammlern der ersten Hälfte des 20. Jahrhunderts zu tun, die später ihre Sammlungen der Öffentlichkeit präsentierten, so Oskar Reinhart und das Ehepaar Hahnloser. Bis zu seinem Tod 2018 lebte mit Bruno Stefanini ein grosser Kunstsammler in der Stadt, der immer wieder umfangreiche Leihgaben für Ausstellungen zur Verfügung stellte. Das Fotozentrum mit dem Fotomuseum Winterthur und der Fotostiftung Schweiz hat einen weltweiten Ruf als Ort der internationalen Fotografie, das Gewerbemuseum Winterthur ist ein schweizweit bedeutendes Zentrum für zeitgenössisches Design und materielle ästhetische Kultur. Das Münzkabinett und Antikensammlung der Stadt Winterthur und die Uhrensammlung Kellenberger im Gewerbemuseum besitzen Sammlungen von internationalem Rang.
Das mit Abstand am meisten besuchte Museum ist jedoch das Technorama der Schweiz; es zählt mit rund 250'000 Personen so viele Besuchende wie alle anderen Museen zusammen. Eine besondere Stärke der Museumskultur in Winterthur ist eine zentral koordinierte, sich über alle Häuser erstreckende Museumspädagogik, die 2012 gut 15'000 Kinder und Jugendlichen Museen und Ausstellungen näher brachte. Ein Teil der Museen (hier die ersten sieben Einträge in der Liste ausgenommen das Technorama) werden zudem von einem privat ermöglichten Museumsbus ab Hauptbahnhof stündlich angefahren. Es gibt einen Museumspass, mit dem zu allen Museen der Stadt Zutritt gewährt wird.

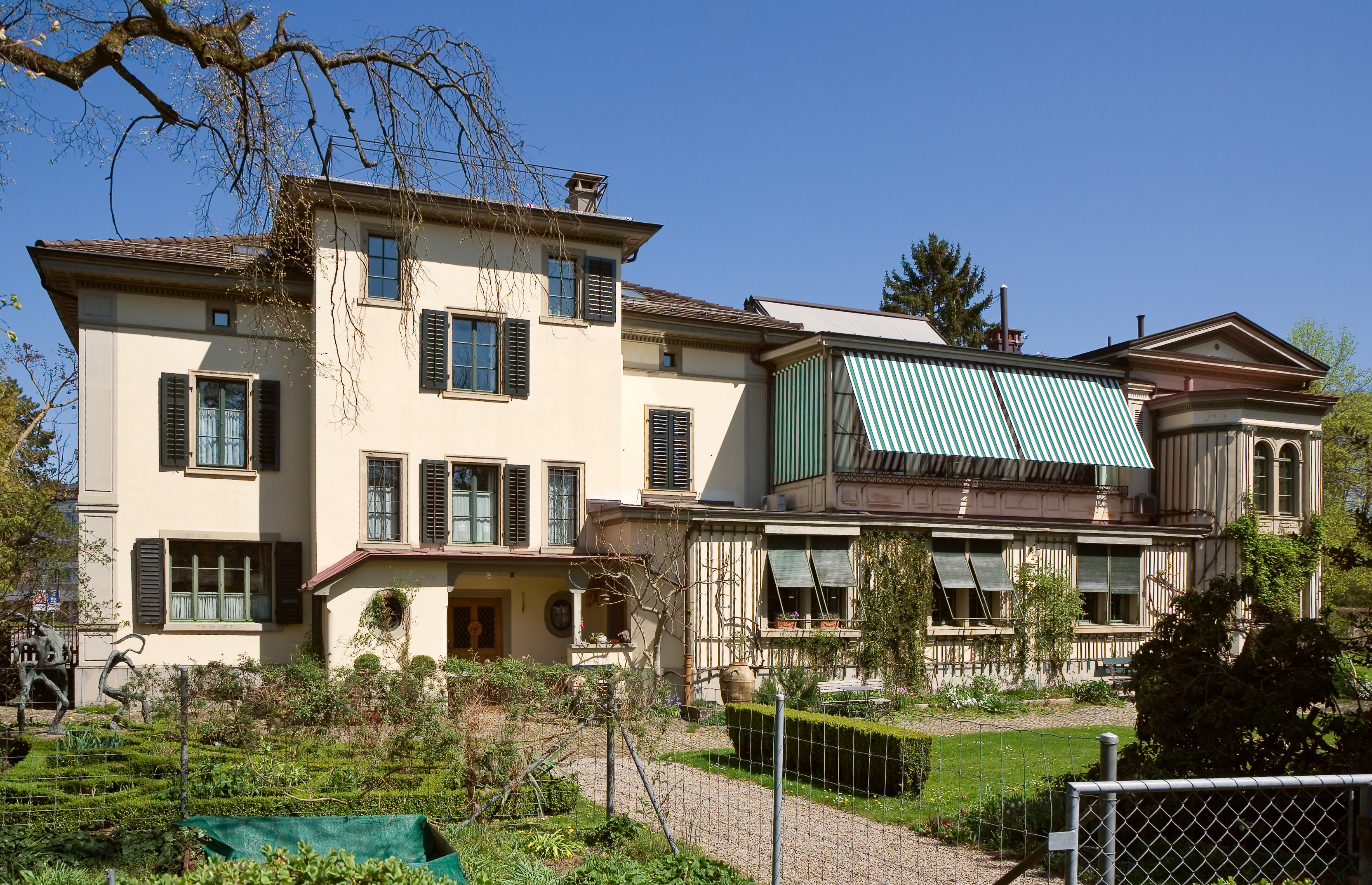
Villa Flora

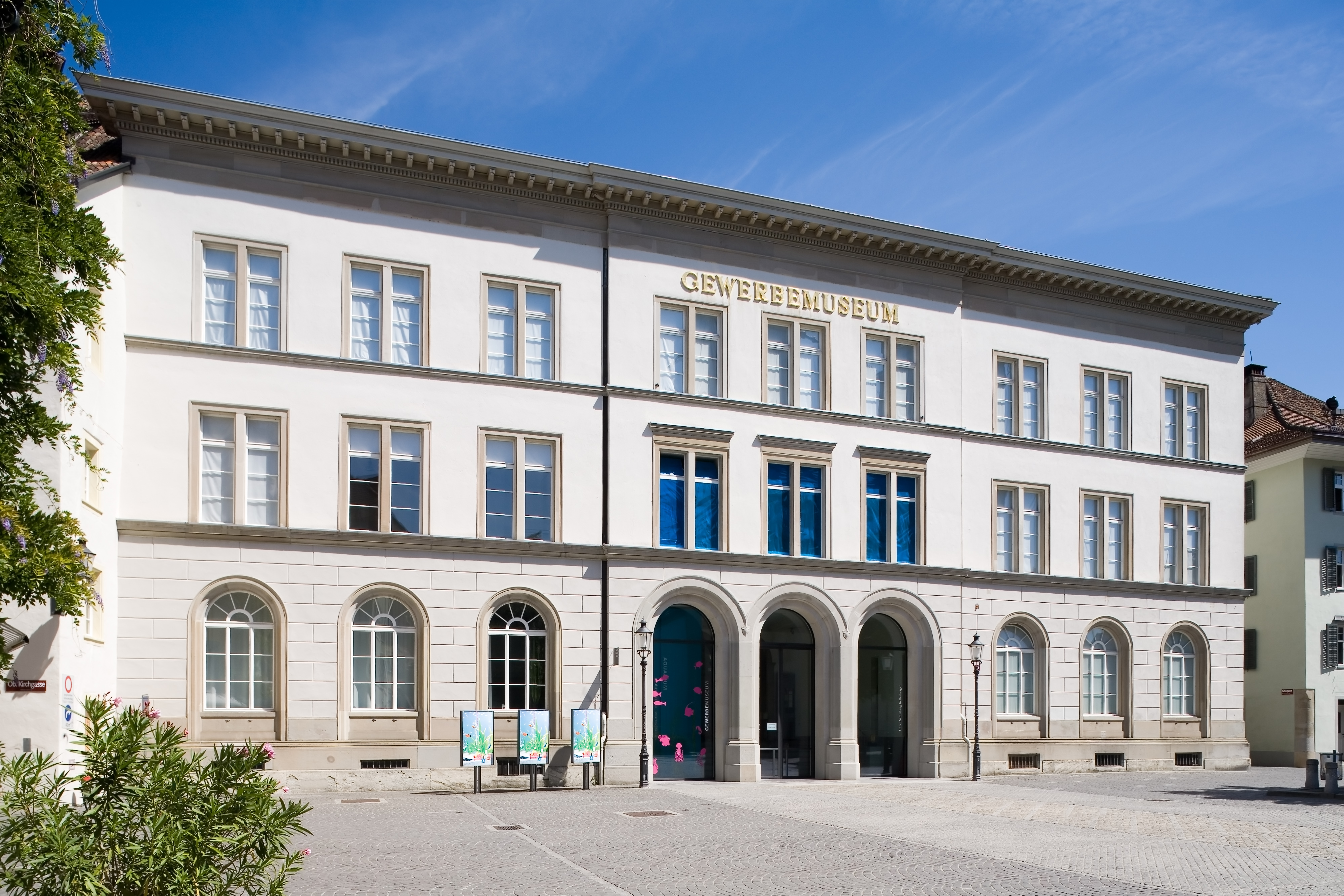
Gewerbemuseum

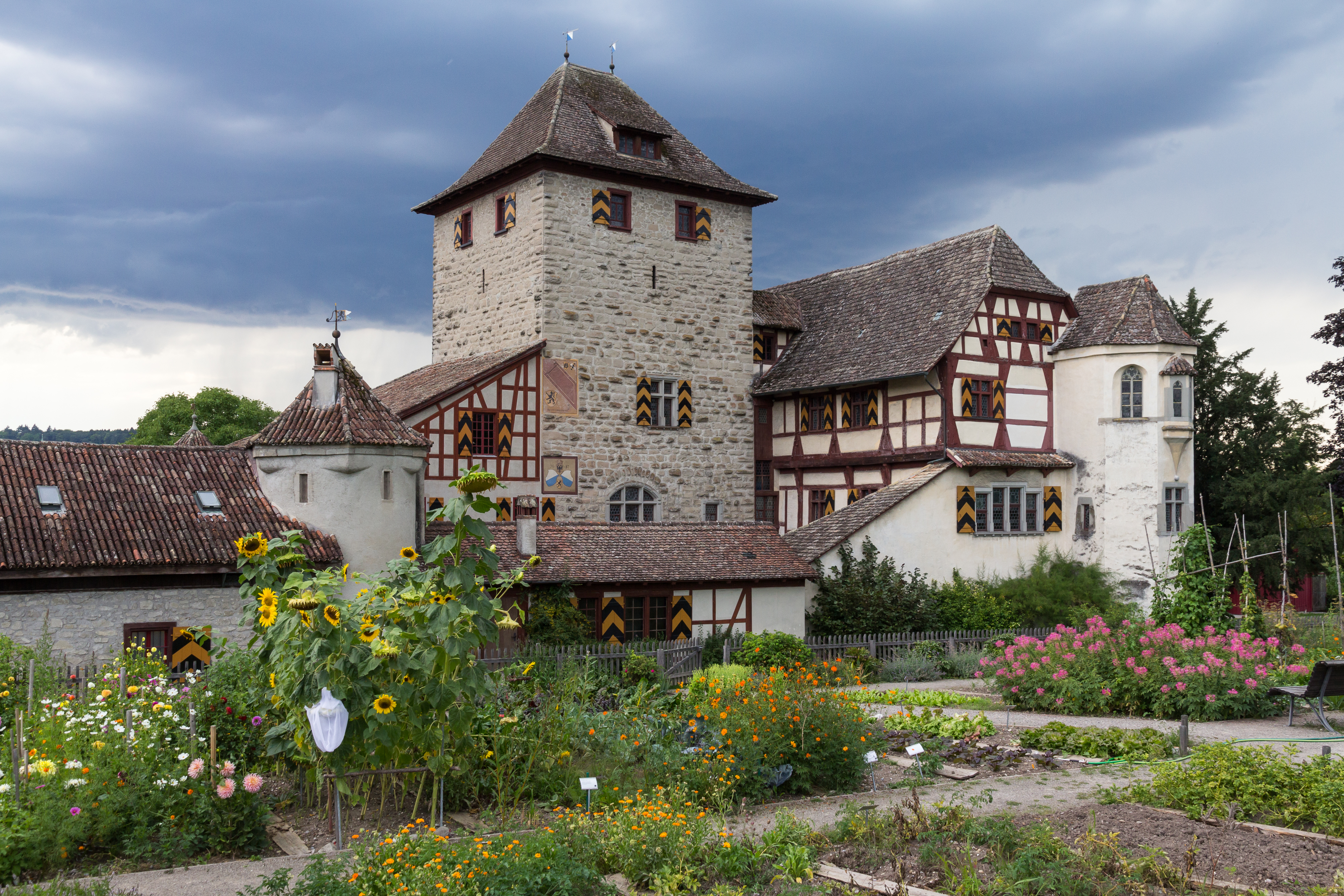
Schloss Hegi

Die Winterthurer Museen im Überblick:
- Kunst Museum Winterthur – Reinhart am Stadtgarten (600 Werke deutscher, schweizerischer und österreichischer Künstler vom 18. bis 20. Jahrhundert, inklusive der Sammlung Briner und Kern, die vormals in einem eigenen Museum untergebracht war)
- Sammlung Oskar Reinhart «Am Römerholz» (Eine der bedeutendsten Privatsammlungen des 20. Jahrhunderts im ehemaligen Wohnhaus des Sammlers, Hauptwerke der alten Meister und der französischen Malerei des 19. bis frühen 20. Jahrhundert, insbesondere des Impressionismus)
- Kunst Museum Winterthur – Beim Stadthaus (moderne Kunstsammlung der Schweiz mit Werkgruppen vom ausgehenden 19. Jahrhundert bis in die Gegenwart)
- Villa Flora (Französische Malerei des 19. und 20. Jahrhunderts in der ehemaligen Privatvilla des Sammlerehepaars) – im Umbau bis 2023, danach Wiedereröffnung unter Dach des Kunst Museum Winterthur.
- Technorama der Schweiz (Technisches Museum) (ein Science Center mit jährlichen Wechselausstellungen)
- Fotomuseum Winterthur
- Naturmuseum Winterthur (Naturwissenschaftliche Sammlungen)
- Münzkabinett und Antikensammlung der Stadt Winterthur (Ausstellungen und Sammlungen zur Geldgeschichte und Archäologie), Villa Bühler
- Fotostiftung Schweiz (Fotoarchiv zusammen mit dem Fotomuseum)
- Kunsthalle Winterthur, Ehemaliges Waaghaus
- Museum Lindengut (Stadtgeschichte, Wohnkultur des 18. und frühen 19. Jahrhunderts) – seit Mai 2019 neu als museum schaffen
- Schloss Hegi
- Schloss Mörsburg, Winterthur-Stadel
- Internationales Baum-Archiv (IBA; seit Herbst 2007 geschlossen, seit 2015 in Aarau)
- Historisches Archiv der Schweizerischen Lokomotiv- und Maschinenfabrik (SLM)
- Gewerbemuseum Winterthur (angewandte Kunst, Handwerk, Industrie und Design)
- Uhrensammlung Kellenberger, Gewerbemuseum
- Schaubetrieb der Schweizerischen Nagelfabrik (kein offizielles Museum)
- Das Schwingermuseum im Restaurant Sternen (Veltheim), das sich dem Schwinger Karl Meli und dem Schwingen widmete, wurde 2018 geschlossen und wird ab 2022 im Freilichtmuseum Ballenberg als Teil der neuen Sonderausstellung sein.[106]

#### «Open Doors»
Das «Open Doors» (deutsch «geöffnete Türen») ist ein Ausstellungskonzept, das auf der Idee des geöffneten Ateliers basiert. Jeweils am letzten Septemberwochenende öffnen Winterthurer Kunstschaffende ihre Ateliers und zeigen kunstinteressierten Besuchern ihre Räume und Werke. Gäste haben so auch die Möglichkeit den Kunstschaffenden bei der Arbeit zuzusehen. Unter den zirka 60 Künstlern, die jährlich teilnehmen, finden sich sowohl lokal als auch international bekannte, Autodidakten wie auch Absolventen von Kunsthochschulen. Gegründet wurde das «Open Doors» 2008.

### Musik und Orchester
Die älteste musikalische Organisation in Winterthur ist das 1629 gegründete Musikkollegium Winterthur, welches dem vom aufstrebenden Bürgertum gepflegten blühenden Musikleben eine organisatorische Struktur verlieh. Anekdotisch ist in diesem Zusammenhang ein Zwischenhalt Mozarts 1777 auf seinem Weg nach Mannheim und Paris zu erwähnen. Das 19. Jahrhundert machte Winterthur zu einer Musikstadt mit internationaler Ausstrahlung. Von 1803 an wurden vom Musikkollegium Oratorien aufgeführt, als erstes Die Schöpfung und Die Jahreszeiten von Joseph Haydn. Von 1827 an beteiligte sich die Stadtsängervereinigung als Männerchor. Aufführungen folgten sich von 1844 an jährlich: Mendelssohns Lobgesang, Schumanns Paradies und Peri, Händels Jephtha, Mendelssohns Walpurgisnacht und Mozarts Requiem 1860. Es war auch die Zeit der großen eidgenössischen Sängerfeste, an denen hunderte von Sängern und tausende von Zuhörern teilnahmen, so 1854 in Winterthur. 1874 wurde hier ein Gemischter Chor gegründet, der als erstes Haydns Jahreszeiten mit dem Karlsbader Kurorchester und mit Zuzug von Musikern aus Zürich und Schaffhausen aufführte. 1875 wurde im Rahmen des Musikkollegiums das Stadtorchester Winterthur unter dem Dirigenten Georg Wilhelm Rauchenecker ins Leben gerufen. Zusammen mit dem Gemischten Chor und den Stadtsängern veranstaltete das Orchester Abonnementskonzerte, als erstes wiederum Haydns Schöpfung. In den 1920er-Jahren unter Hermann Scherchens Leitung erlangte das Stadtorchester weitere Bekanntheit und gibt heute 50 bis 60 Konzertveranstaltungen pro Jahr. Weiterhin besteht ein von Reto Parolari aufgebautes Orchester für gehobene Unterhaltungsmusik. Nicht mit dem Stadtorchester zu verwechseln ist die bereits 1872 gegründete Stadtmusik, ein Blasorchester. In der Stadtjugendmusik Winterthur (SJM) mit Blasmusik- und Tambouren-Formationen, dem Winterthurer Jugendsinfonieorchester (WJSO) und dem Jugendorchester «Jump@prova» spielen junge Musiker. Des Weiteren gibt es 13 Musikvereine.
Die bekannteste Winterthurer Band ist wohl die Pagan-Metal-Band Eluveitie, die auch international in der Metalszene eine grosse Bekanntheit geniesst. In den späten 1980er- und frühen 1990er-Jahren kam die Glam-Metal-Band China mit ihren Alben regelmässig in die Top zehn der Schweizer Charts. Die zurzeit bekanntesten (Independent-)Pop-Bands sind die Gruppen Plankton, My Name Is George sowie die One-Man-Band Admiral James T. Überregionale Aufmerksamkeit erreichten im Punk-/Rockabilly-Bereich sowie die Gruppe The Peacocks.
Der berühmte Blockflötist und Dirigent Maurice Steger (* 1971) wurde in Winterthur geboren und erlebte hier seine frühe Kindheit. Die Rapperin Big Zis wurde ebenfalls in der Stadt geboren.

### Theater

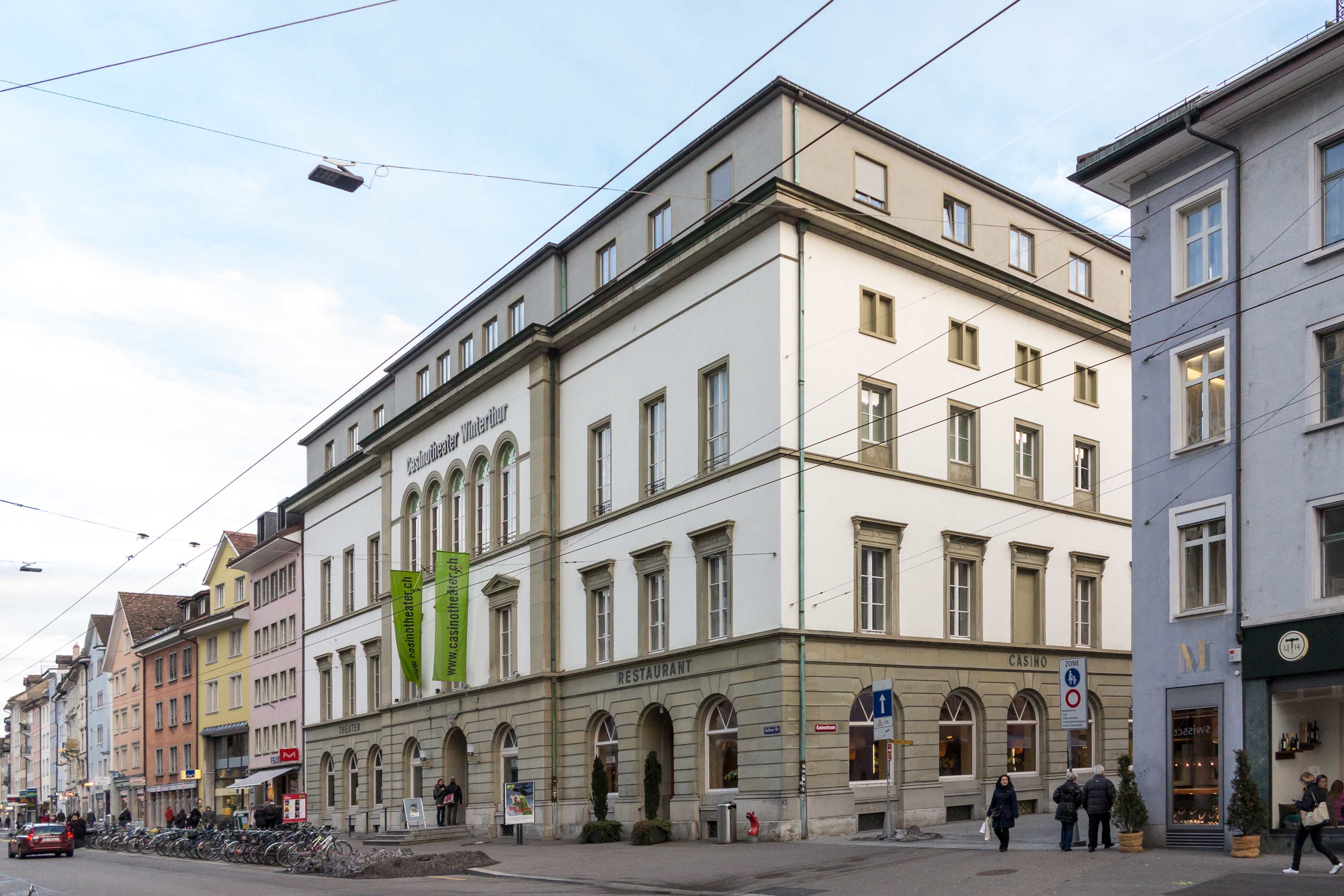
Casinotheater Winterthur an der Stadthausstrasse

In der Stadt gibt es mehrere Theater. Das Casinotheater ist ein schweizweit bekanntes Comedyhaus an der Stadthausstrasse. Das Theater Winterthur ist das grösste Gastspieltheater der Schweiz. Weiter gibt es das Theater am Gleis, ein Theater für engagierte Kleinkunst, das sich in unmittelbarer Bahnhofnähe befindet. Das Kellertheater Winterthur veranstaltet Theateraufführungen und Lesungen. Das älteste Theater der Stadt ist das seit 1865 bestehende Sommertheater. Im Waaghaus existiert mit dem Figurentheater Winterthur ein Marionettentheater. Für Kinder gibt es im Keller des Schuhgeschäfts Peterhans ein Kasperlitheater.
Zudem existiert das Theater Kanton Zürich (TZ) mit Sitz in Winterthur. Dieses wird von den Gemeinden des Kantons getragen und organisiert regelmässig Vorstellungen, unter anderem in Winterthur.

### Barocke Häuser

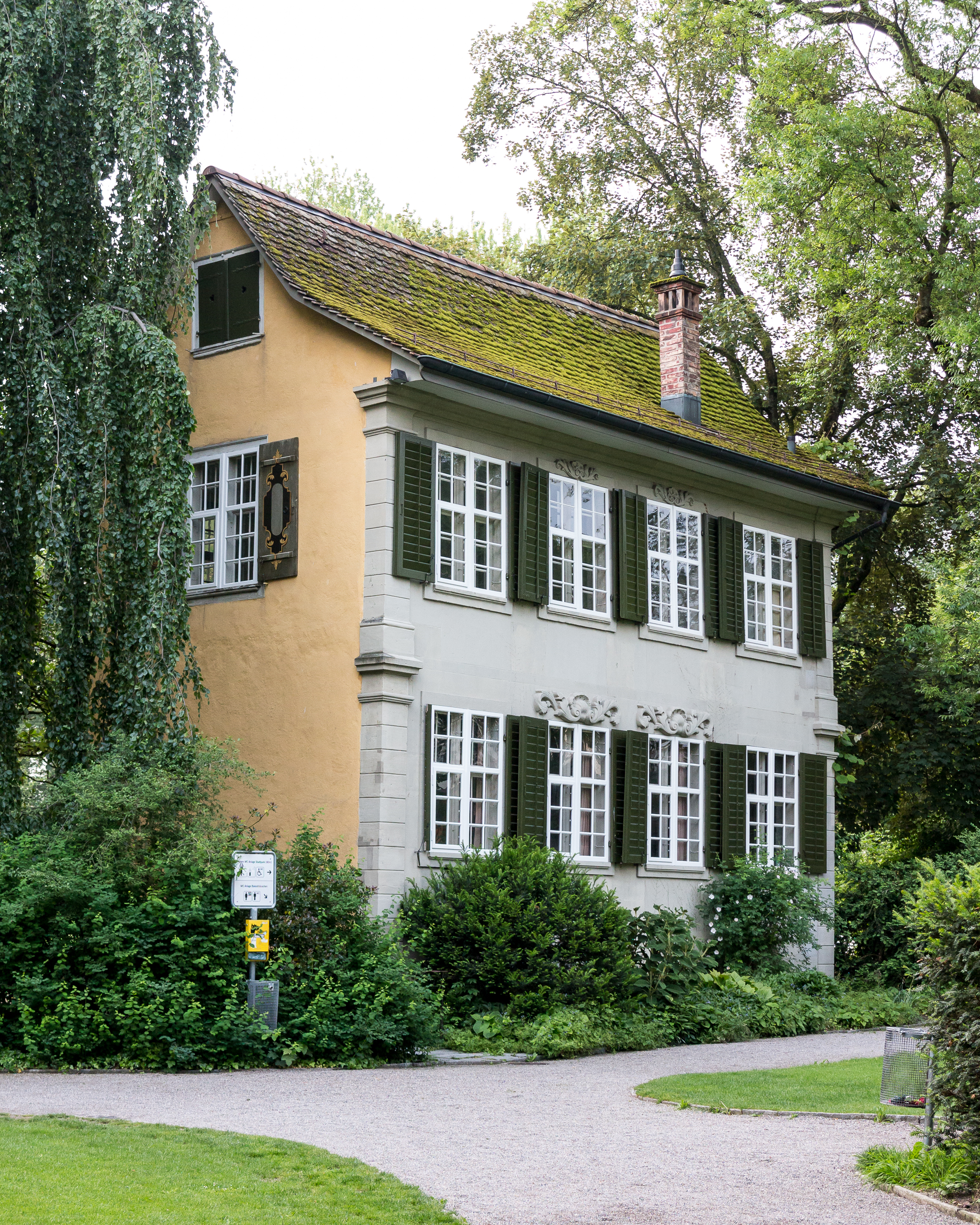
Haus zum Balustergarten

- Das Haus zum Balustergarten[110]

### Burgen und Schlösser
Es gibt vier Burgen bzw. Schlösser und eine Burgruine bei Winterthur. Das grösste Schloss ist die Kyburg, die ausserhalb des heutigen Gemeindegebiets liegt. Sie war jedoch die Residenz der Stadtgründer, der Grafen von Kyburg, und später im Besitz der Habsburger, die Winterthur das Stadtrecht zusprachen.
Weitere Winterthurer Schlösser sind die Schloss Mörsburg bei Stadel, das Schloss Hegi und das Schloss Wülflingen. Auf einer Anhöhe über dem Totentäli bei Wülflingen liegt die Burgruine Alt-Wülflingen, deren Besitzer später das Schloss Wülflingen erbauen liessen. Auf der anderen Seite des Totentäli liegt die Burgstelle Hoh-Wülflingen. Südlich von Rossberg ist der Burghügel der abgegangenen Burg Rossberg. Wo genau und in welcher Form der Wohnturm oder vielleicht sogar Burg namens «Winturm» existierte, ist bis heute unklar. Das Gebäude soll auf einer Anhöhe bei Winterthurs Altstadt gestanden haben. Auf dem Eschenberg standen zudem auf Gamser und Langenberg zwei Vorburgen der Kyburg. Von diesen existieren heute aber keine offensichtlichen Spuren mehr. Ebenfalls keine Spuren mehr vorhanden sind von der Burg Dättnau sowie von der Burg Buch.

### Parkanlagen und Naherholungsgebiete
Aufgrund der vielen Gärten und Parkanlagen wird Winterthur auch als «Gartenstadt» bezeichnet. Beispiele sind der Brühlgutpark, der Eulachpark in Oberwinterthur, der Römerpark, oder der Stadtgarten. Wichtige Naherholungsgebiete sind die bewaldeten Hügel um Winterthur wie der Lindberg (mit Goldenberg und Bäumli) und der Eschenberg. Auf Letzterem liegt der Wildpark Bruderhaus.

### Veranstaltungen

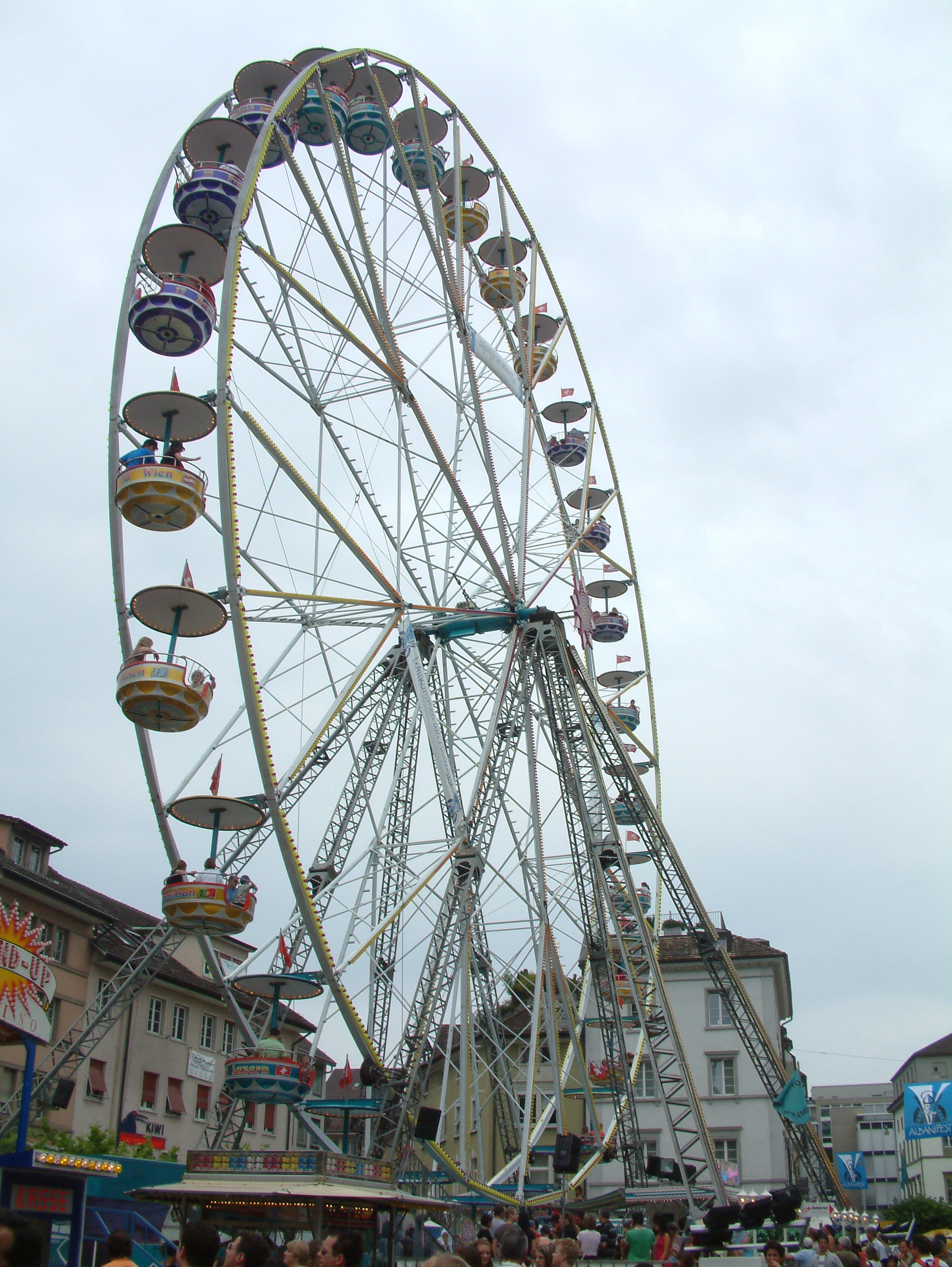
Das Riesenrad auf dem Neumarkt ist das inoffizielle Symbol des Albanifests.

In Winterthur gibt es zahlreiche Veranstaltungen. Im Februar wird die Winterthurer Fasnacht durchgeführt. Ende Mai sind die Afro-Pfingsten in der Stadt, in denen es einen afrikanischen Markt und einige Konzerte gibt. Jeweils am letzten Juniwochenende wird das Stadtfest zum Stadtrecht Winterthurs, das Albanifest, veranstaltet. Es ist das europaweit grösste jährlich stattfindende Altstadtfest. St. Alban ist einer der drei Stadtheiligen und der Namensgeber des Albanifestes. Im August/September finden die Winterthurer Musikfestwochen statt. Es ist ein zweiwöchiges Musik- und Kulturfestival in der Altstadt von Winterthur, vorwiegend in der Steinberggasse mit vielen Gratiskonzerten und Vorführungen. Es finden jeweils drei bis vier kostenpflichtige Konzerte über zwei Wochen verteilt statt. Grösstenteils im August finden auch die «Dorffeten» (Dorffeste) der ehemaligen Dörfer Veltheim, Wülflingen, Töss, Seen und Oberwinterthur statt. Massgeblich von Reto Parolari mitorganisiert wird das Internationale Festival der Unterhaltungsmusik im Oktober, dass sich der Gehobenen Unterhaltungsmusik widmet. Anfang November wird die grösste Kurzfilmveranstaltung der Schweiz durchgeführt, die Internationalen Kurzfilmtage Winterthur. Alle drei Jahre finden Mitte November die Internationalen Lichttage Winterthur statt. Auch im November/Dezember findet in den Eulachhallen die fünftägige Winterthurer Messe (Winti Mäss) statt. Während des Dezembers gibt es auf dem Neumarkt in der Altstadt einen Weihnachtsmarkt, der jeweils drei Wochen dauert und vor Weihnachten endet. Die erste libertäre Buchmesse für den deutschsprachigen Raum wurde 2009 in Winterthur veranstaltet.

### Kulturzentren
Der 1988 gegründete Musikklub Albani in der Altstadt ist einer der ältesten Musikklubs der Schweiz. Seit November 1992 wird auch die Alte Kaserne für kulturelle Veranstaltungen aller Art genutzt.
Nachdem das Ausgehverhalten der jüngeren Generation von «Abwanderungstendenzen» geprägt war, wurden Mitte der 1990er Jahre Anstrengungen zugunsten einer Ausweitung des Angebots unternommen. So entstanden 1996 drei neue Kulturzentren. Die Jugendlobby Kaktus fand im Gaswerk in Töss Unterschlupf und baute dort ein alternatives Kulturzentrum auf. Im Sulzer-Areal wurde nach der Abschaffung des Wirtepatent-Gesetzes das Kraftfeld eröffnet und auf dem Archareal beim Bahnhof wurde im Salzhaus ein Club mit überregionaler Ausstrahlung eingerichtet. In allen drei Klubs finden regelmässig Livekonzerte statt.

## Sport

### Vereine
Der Winterthurer Fussballclub FC Winterthur stieg 2022 nach 37-jähriger Abwesenheit wieder in die Super League auf. Zuvor datierten die letzten erfolgreichen Jahre auf die 1970er-Jahre – der letzte der drei Meistertitel wurde in der Saison 1916/17 erreicht. Im Eishockey spielt der EHC Winterthur seit 2015 in der NLB (Nationalliga B) mit. Er schloss die Saison 2015/2016 mit dem letzten Platz ab.
Die Herren des Unihockeyclubs HC Rychenberg Winterthur sind seit Beginn der Schweizer Unihockeyliga als einziger Club immer in der höchsten Spielklasse und wurden viermal Cupsieger. Die Red Ants Rychenberg, die sich nach 13 Meistertiteln im Jahr 2000 von ihrem Stammclub HCR trennten, sind Schweizer Rekordmeister und wurden 2005 Europacup-Sieger – dem höchsten Titel im Clubunihockey.
Beim Handball gibt es mit Pfadi Winterthur ein erfolgreiches Team, das vor allem in den 1990er-Jahren und den frühen 2000er-Jahren das beste Schweizer Team war. Auch Yellow Winterthur ist ein Nationalliga B-Klub. Der American-Football-Club Winterthur Warriors spielte bis 2010 in der höchsten Liga und wurde 2005 Schweizer Meister. Im Wasserball stellt der Schwimmclub Winterthur Teams in der höchsten Liga. Bei den Randsportarten konnte die Radball-Abteilung des RV Winterthur (heute Teil des RC Winterthur) mehrere Weltmeisterteams stellen.
Patrick Meier und Karin Iten waren erfolgreiche Eiskunstläufer aus den Reihen des Winterthurer Schlittschuh-Club. Aus den Reihen des Schwingklubs Winterthur kamen bereits drei verschiedene Schwingerkönige. Im Tennissport bei den Frauen spielten der LTC Winterthur sowie der TC Schützenwiese in der höchsten Interclubliga, wobei der TC Schützenwiese zweimal Schweizer Meister wurde, einmal davon mit der zwölfjährigen Martina Hingis im Meisterteam. Der Stammklub der Olympia-Bronzemedaillengewinner im Beachvolleyball Patrick Heuscher und Stefan Kobel ist der Volleyballclub VC Smash Winterthur.

### Sportstätten

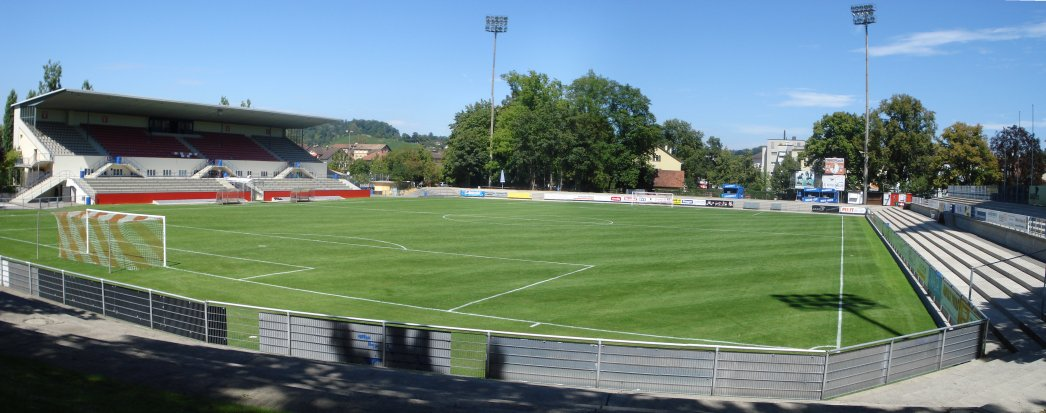
Stadion Schützenwiese

Es gibt in Winterthur keine grossen Sportarenen, was wohl auch an der allgemeinen Stimmung in der Stadt in Sportsachen zuzuschreiben ist. So brauchte es insgesamt 20 Jahre und vier Volksabstimmungen, bis die 2500 Zuschauer fassende Eishalle Deutweg gebaut werden konnte. Zudem herrscht ein Mangel an Sporthallen in der Stadt. So spielen die Unihockeyclubs in der kleinen Sporthalle Oberseen, die beim HCR gemäss den Vorschriften nicht für die nationalen Stichkampfspiele genügt, da sie nur über 350 Sitzplätze verfügt. 2010 wurde deswegen durch den Dachverband Winterthur Sport eine Volksinitiative eingereicht, um diesem Umstand Abhilfe zu verschaffen. Mit dem Bau der Schulhäuser Zinzikon und Neuhegi und der Eröffnung der AXA-Arena neben der Eishalle kann der Engpass zumindest teilweise entzerrt werden. Zurzeit ist die Eulachhalle, Heimstadion der Winterthurer Handballklubs, mit einem Fassungsvermögen von 2300 Plätzen die einzig grössere Sporthalle in der Stadt. Das grösste Stadion der Stadt ist das Fussballstadion Schützenwiese, zu dem offiziell 9400 Zuschauer zugelassen sind. Neben der Eishalle Deutweg befindet sich das Leichtathletikstadion Deutweg, das Platz für 3000 Zuschauer bietet. Die parkähnliche Tennisanlage Römerpark ist ein nationales Kulturgut. Für Kletterer gibt es in der Stadt mehrere Kletterhallen.
Neben der Schützenwiese mit ihren Aussenplätzen finden sich auf Stadtgebiet acht weitere Fussballanlagen unterschiedlicher Grösse. Die Anlage Flüeli im Osten Wülflingens verfügt dabei über einen Kunstrasenplatz.
Womöglich weil die Stadt an keinem grösseren See oder tiefen Fluss liegt, gab es in Winterthur schon früh künstlich erschaffene Hallen- und Freibäder (Liste). So ist das Schwimmbad Geiselweid das älteste noch existierende Freibad der Schweiz und die längst geschlossene Badewannenmoschee war das erste Hallenbad der Schweiz. Als Naturbad kommen inzwischen die im Lindbergwald gelegenen Walcheweiher hinzu, ehemals als Eisweiher für die Brauerei Haldengut genutzt.
In Oberwinterthur gibt es den Flugplatz Hegmatten, der über eine Rasenpiste verfügt. Er wird von der Segelfluggruppe Winterthur benutzt.
Im Dättnau befindet sich eine BMX-Bahn, die von Powerbike Winterthur benutzt wird und 2011 bereits zum fünften Mal Austragungsort von zwei EM-Läufen war. Nur wenig daneben findet sich auch die Anlage der Hornussergesellschaft Winterthur.
Im Osten der Stadt findet sich der grosse Schiessstand Ohrbühl mit Anlagen über 10, 25, 50, 100 und 300 Meter und einer Kurzdistanzbox. Heim der meisten Schützenvereine der Stadt und bereits mehrfach Austragungsort nationaler und internationaler Wettkämpfe. Kleinere Schiessanlagen für Pistole und Kleinkaliber sowie Armbrust und Bogen finden sich verstreut über alle Stadtkreise ausser Mattenbach und Stadt.
Neben der verbliebenen Landwirtschaftsfläche beim Etzberg-Strassenkreisel im Grüzefeld befindet sich eine Discgolf-Anlage.
Direkt neben dem Fussballplatz Flüeli befindet sich die Boccia-Halle Bocciodromo.
Auf den bewaldeten Hügeln um Winterthur befinden sich mehrere Vita-Parcours, ebenfalls werden der Eschenberg, Hegiberg und Lindberg als Orientierungslaufgebiete benutzt.

### Veranstaltungen
Wohl aufgrund der räumlichen Nähe zu Zürich gibt es in Winterthur wenig grössere Sportveranstaltungen. In der Winterpause findet in der Eulachhalle mit dem Yellow Cup ein Handballturnier mit internationalem Ruf statt. Im Frühling wurde jeweils im Winterthur-Marathon um den Sieg gelaufen, 2025 wurde der Marathon durch den Grand Prix Winterthur ersetzt.
1895 und 1990 war Winterthur Austragungsort des Eidgenössischen Schützenfestes. 1997 und 2007 fanden die Weltmeisterschaften im Hallenradsport in der Eulachhalle statt. Der weitläufige Stadtwald Eschenberg wurde bei den Orientierungslauf-Weltmeisterschaften 2003 für die Langdistanz benützt. Im Jahr 2008 wurde der Europacup im Unihockey in der Eulachstadt ausgetragen. 2011 schliesslich war die Eishalle Deutweg einer der Spielorte der Eishockey-Weltmeisterschaft der Frauen und im September wurde im Schiessstand Orbühl der Final des LAPUA Europacups über 300 Meter ausgeschossen. 2019 fanden in Winterthur die Faustball-Weltmeisterschaften der Männer statt.
Im November 2022 wurde in Winterthur ein Teil der Unihockey-Weltmeisterschaft 2022 ausgetragen. Am 29. September 2024 war Winterthur der Startort zum Männer-Elite-Rennen der Strassenradsport-Weltmeisterschaften 2024.